# 金属乐队
金屬製品是美國殿堂級重金屬樂團，也是世界上第一支鞭擊金屬樂團，1981年10月28日成立於美國加州洛杉磯。起源是鼓手拉爾斯·烏爾里希在當地報紙刊登招募成員的廣告，前去應徵的是主唱兼吉他手詹姆斯·海特菲爾德。金屬製品目前的陣容共計四人，包括兩位創始成員詹姆斯·海特菲爾德和拉爾斯·烏爾里希、長期吉他手柯克·哈米特，以及貝斯手羅伯特·特魯希略。前任成員包括吉他手戴夫·馬斯泰恩，三位貝斯手榮恩·麥克福尼、克利夫·伯頓和傑森·紐斯特。
由於快節奏的音樂和侵略性的演奏風格，該團成為美國鞭擊金屬界的先驅，他們與麥加帝斯、超級殺手、炭疽並稱為「鞭擊金屬四巨頭」（有時稱作四大鞭）。他們是四巨頭中最具影響力的樂團，被視為是該音樂流派甚至是整個重金屬音樂的龍頭，尤其對鞭擊金屬的發展與普及有極大貢獻。金屬製品成立數年內即在地下音樂界累積了大量樂迷，前四張專輯都大獲好評。他們在1986年發行的第三張專輯《傀儡之王》被公認為最具影響力和聲音最重的鞭擊金屬專輯之一。之後樂團改變了音樂方向，在1991年發行的第五張專輯《金屬製品》取得巨大的商業成功，同時吸引到數量更龐大的主流聽眾。該專輯使他們首次拿下美國告示牌二百強專輯榜冠軍，並獲得美國唱片業協會的16×白金唱片認證。接下來的五張專輯張張熱銷，且經歷了硬式搖滾、另類搖滾、新金屬，以及更具實驗風格的路線，近期新作品又回歸鞭擊金屬的核心。
2000年時，樂團與一些藝人聯合控告Napster，因該軟體公司未經樂團成員授權，便將版權歌曲在網路上免費分享。兩方最終達成協議，改為付費下載。隨後在2003年發行第八張專輯《聖氣凌人》，他們採用鐵桶般的小鼓聲，完全沒有編寫吉他獨奏，導致金屬樂迷相當反彈。影片《異種怪獸》紀錄了該專輯的錄製過程。在受到金屬樂迷的抨擊之後，樂團在2008年發行第九張專輯《致命吸引力》中試圖重回早期根源，以長篇吉他演奏為核心。2009年樂團列名搖滾名人堂。經過八年的巡演後，2016年發行第十張專輯《鐵血硬漢》，基調與前作相似，但也展現出些微不同的音樂風格。2023年樂團發行第十一張也是目前最新的專輯《72季》。
截至2024年，金屬製品共發行11張錄音室專輯、8張現場專輯、5張迷你專輯，50支音樂錄影帶和44張單曲。他們獲得十座葛萊美獎，連續六張專輯在美國告示牌二百強專輯榜奪冠。1991年的同名專輯《金屬製品》在美國售出超過1600萬張，成為尼爾森唱片市場調查系統建置以來最賣座的專輯。樂團位居美國唱片業協會「美國本土最暢銷音樂排行榜」第18位，也是全球音樂史上最暢銷的音樂家之一，在全世界賣出超過1億2000萬張專輯。許多雜誌已經將他們列為歷來最偉大的音樂藝術家之一，包括美國權威音樂雜誌《滾石》將金屬製品列為「史上最偉大的一百個藝人」第61位。截至2012年12月，他們是1991年後史上第三大最暢銷的音樂藝術家，根據尼爾森唱片市場調查系統的資料指出，樂團在美國共賣出5426萬張專輯。樂團與音樂製作人鮑勃·洛克長期合作，他在1990至2003年間製作了樂團四張專輯，並在《聖氣凌人》的製作期間擔任臨時貝斯手。2012年11月，金屬製品成立獨立唱片公司燻黑唱片（Blackened Recordings），完全持有其專輯和影像的版權，公司名稱來自於1988年發行的第四張專輯《法律即正義？》中收錄的歌曲〈燻黑〉（Blackened）。

## 歷史

### 組建與早期（1981 - 1982年）
1980年，曾參加過溫布頓網球青年賽的丹麥網球選手拉爾斯·烏爾里希，前往美國洛杉磯接受網球訓練。從小就是重金屬樂迷的他，在看了Y&T與鑽石頭的演唱會後，決定放棄網球運動生涯，成為職業鼓手。1981年5月，他在洛杉磯當地的報紙《回收報》上刊登廣告：「我是鼓手，正在尋找可以一起彈潘朵拉之虎、鑽石頭和鐵娘子的金屬頭」。看到廣告的印刷廠工人、皮革魅力主唱兼吉他手詹姆斯·海特菲爾德，立即與拉爾斯一見如故。詹姆斯在2003年回憶說：「我當時都聽接吻、史密斯飛船、雷蒙斯、性手槍、AC/DC、天蠍、猶大祭司和鐵娘子。但是拉爾斯是丹麥人，他有很多歐洲地下的東西，我立刻就被這些沒聽過的音樂吸引了」。此時樂團成員還沒找齊，拉爾斯就去找金屬刀唱片的老闆布萊恩·斯拉格爾，因為他正在籌備發行合輯《金屬大屠殺》。拉爾斯希望能錄一首歌放在合輯中，對方答應了。招收了牙買加藉吉他手洛依德·格蘭特之後，10月28日新樂團正式成立，他們創作了〈點燃火光〉（Hit the Lights）。

1981年至1990年代初期的樂團標誌，由詹姆斯·海特菲爾德設計，與目前的樂團標誌大致相同，但中間的"A"角度略有差異

此時，拉爾斯一位在雜誌社上班的朋友羅恩·昆塔納正在為新的金屬雜誌命名而煩惱，他拿著一張備選命名清單去徵求拉爾斯的意見。拉爾斯一看見「Metallica」（金屬製品）這個字就立即喜歡上了，但他假裝對它沒有興趣，建議羅恩用「MetalMania」（金屬狂熱）作為雜誌的名稱。隨後，拉爾斯將他的新樂團命名為金屬製品。此時洛依德退出，拉爾斯再度於《回收報》上刊登廣告招募吉他手，戴夫·馬斯泰恩帶著整套價值不斐的吉他設備報名了。戴夫回憶說：「我進了拉爾斯的房子，然後他放〈點燃火光〉的試聽帶來聽，我說：『這首歌太遜了，你需要更多的吉他獨奏』。他說：『靠，真的嗎？』。當我還在調弦時，他們便說：『下次表演時一起上台吧』。我不敢相信這麼容易就成功了，然後我們就去買了啤酒來慶祝」。拉爾斯也回憶說：「他一開始根本不曉得我們玩的音樂是什麼，但他充滿熱情，他很快就了解我們在玩什麼。更酷的是，其實當時整個洛杉磯的樂團都還在模仿悄聲暴動、鼠王和克魯小丑」。

第一次演出的宣傳廣告

1982年初，金屬製品正式錄製了第一首原創作品〈點燃火光〉，收錄在合輯《金屬大屠殺》當中。鼓是拉爾斯，詹姆斯是主唱、節奏吉他和貝斯，戴夫是主奏吉他，有一段獨奏是洛依德留下的聲音（亦是洛依德唯一一首於金屬製品時期創作的歌曲）。《金屬大屠殺》發行後，卻把金屬製品的單字印錯了（多了一個"T"），這讓成員非常不爽，然而這張合輯迅速給樂團帶來了口碑。曾和詹姆斯組團的貝斯手榮恩·麥克福尼加入，成員隨後都在他的車庫裡練團，並將在那裡錄下三張試聽帶。1982年3月14日，金屬製品於加州西南部城市安那翰進行首次現場演出，獲得觀眾的熱烈回應。他們的第二次演出，就被英國重金屬新浪潮領導者之一的撒克遜選為美國巡演暖場嘉賓了。隨後，樂團錄製了他們首張試聽帶《力量金屬試聽帶》，這個名字的靈感也來自於羅恩的雜誌命名清單中。
雖然他們的音樂非常快速、慓悍，但當時還沒有「鞭擊金屬」這個專有名詞，拉爾斯和詹姆斯形容金屬製品的音樂風格是「力量金屬」。一直到1984年2月23日，英國著名金屬雜誌《Kerrang!》在報導炭疽的作品時，才從他們的一首歌〈瘋狂鞭打的金屬〉創造了鞭擊金屬這個詞。7月，發行試聽帶《皮衣人生》。戴夫回憶當時的樂團內部是「三隻大野狼和一隻小綿羊」，意指貝斯手榮恩是個老實正常的平凡人，和性格瘋狂的其他三位成員格格不入。拉爾斯和詹姆斯認為榮恩沒有創造力，只會跟歌。1982年秋，由於想要物色更有才華的貝斯手，拉爾斯和詹姆斯到洛杉磯威士忌搖擺舞酒吧看演出，表演的是創傷樂團。他們聽到一段狂野的「娃娃音」獨奏，原本以為是某個厲害的吉他手在玩，卻發現那個聲音是來自台上的貝斯手克利夫·伯頓，他居然用「娃娃音踏板效果器」來彈貝斯。於是，相當佩服的兩人當場就邀請克利夫加入金屬製品。拉爾斯回憶：
| “ | 他把腰壓得很低然後瘋狂甩頭，如果不是因為親眼看見他的琴確實只有四根弦，我以為他在彈吉他。克利夫的現場演出讓我相當震驚，之後當我想到能和這樣一位貝斯手同台演出，馬上就會興奮起來。所以我跟他說，只要來金屬製品，你想怎麼彈就怎麼彈。 | ” |

而貝斯手榮恩則認為自己在樂團的作用只是攝影、出錢、當司機和提供車庫，並不受其他人尊重。他在12月10日退出樂團，賣掉所有樂器和唱片，暫時離開了金屬界。克利夫一開始拒絕入團的邀約，直到12月28日才加入排練。1983年2月15日，為了得到這位天才樂手，樂團配合他從洛杉磯搬到舊金山灣區的艾爾賽里托市。3月，克利夫首次以金屬製品貝斯手的身份演出。同年，樂團發行試聽帶《百萬大軍》。
與華麗金屬佔據的洛杉磯相反，樂團到了舊金山之後，除了有更龐大的地下音樂界樂迷，演唱的現場氣氛也更狂熱。此外，新貝斯手克利夫在一片粗麻暴躁的曲風中發揮了作用，他的音樂造詣非常高，在彈奏上融合了爵士樂、藍調、南方搖滾、鄉村音樂和古典音樂等元素，極富旋律、近似吉他的曲調和「過載失真」的貝斯，使金屬製品嶄露頭角。而更大的影響是他堅持每天練琴，令慣於飲酒作樂的其他三人也加強了練習。拉爾斯表示：「克利夫·伯頓教會我們怎麼當好一個音樂家。我們以前從沒試過和弦和旋律，你聽〈喪鐘為誰而鳴注〉的旋律、〈以火戰火〉（Fight Fire with Fire）的前奏、〈隱入黑暗〉結尾的超級旋律，所有東西都是克利夫帶來的，這一切都源自他擁有的古典樂素養。他最早學的是古典音樂，有次他坐下來，對著我和詹姆斯努力的講解巴哈、貝多芬和柴可夫斯基，我們都聽不懂！（笑）他真的是那個時代音樂最多樣化的人，很寬廣的樂手，顯然詹姆斯和我相形見拙」。戴夫也補充說：「一個好的貝斯手應該跟隨鼓手，但榮恩老是跟著吉他手。他永遠不會彈出自己的東西，一直模仿我們。克利夫來了之後把我們帶往沒有極限的世界，他根本就是新世代的金屬奇才、鐵娘子貝斯手史提夫·哈里斯的接班人」。
在金屬製品準備錄製他們的第一張專輯時，金屬刀唱片的經費已經不夠幫他們灌唱片了，他們開始尋找其他選擇。這時一位活動主辦人瓊·日拉聽了試聽帶《皮衣人生》，願意當樂團的經紀人，幫他們跟紐約的唱片公司簽約。在瓊四處奔走都沒有唱片公司有興趣後，他借款作為錄製唱片的預算，並把金屬製品簽入他旗下的唱片公司百萬大軍唱片。

### 戴夫·馬斯泰恩開除事件與柯克·哈米特加入・《殺無赦》・《風馳電掣》（1983 - 1985年）

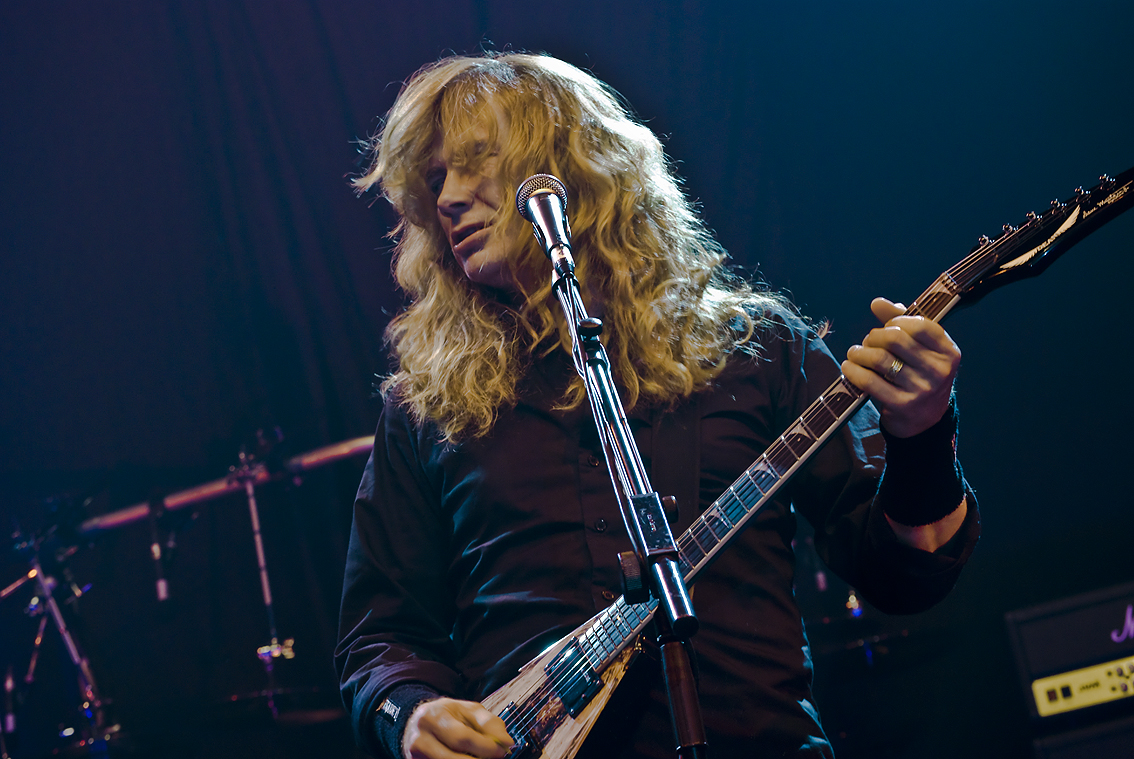
1983年戴夫·馬斯泰恩被金屬製品開除後，組建了敵對的麥加帝斯，成為另一支傳奇樂團（照片攝於2009年）

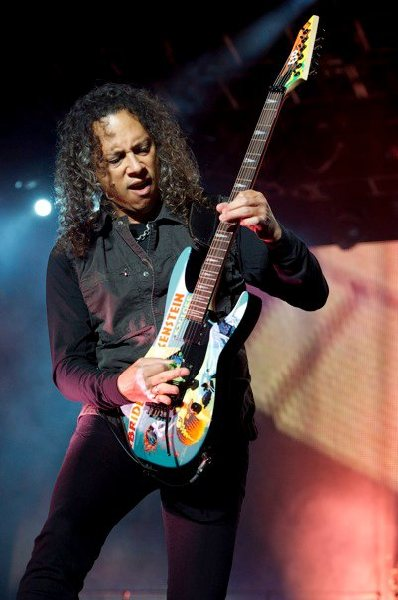
柯克·哈米特在1983年取代了戴夫·馬斯泰恩後，成為金屬製品的主音結他手並維持至今（照片攝於2010年）

1983年4月，樂團抵達紐約，準備錄製他們的首張專輯。炭疽在皇后區幫他們找了個落腳處。在進錄音室之前，4月11日早上，詹姆斯和拉爾斯叫醒戴夫，告訴他被開除了，並給了一張灰狗巴士到洛杉磯的車票請他離開。開除原因是戴夫酗酒、吸毒和火暴的行為，以及他與兩位創始成員的不斷衝突。當天下午，出埃及的吉他手柯克·哈米特迅速取代了他的位置。前炭疽貝斯手丹·利爾克回憶說：「史考特·伊恩跟我從練團室出來時，就在大廳看到詹姆斯他們幾個人，說『今天早上我們把戴夫開除了』。史考特說了句『太扯』就走了，克利夫則驚訝的看著詹姆斯亦說了句『太扯，太扯』，我想他跟我一樣不可置信。」。戴夫則感到憤怒和遭背叛，他覺得柯克等於是偷了他為新專輯寫的即興重覆段。4月16日，柯克在紐澤西州首次以金屬製品吉他手的身份演出，他們與炭疽的原始陣容一起演奏，當天也是這兩支傳奇樂團的第一次同台。至於找上柯克遞補的原因，拉爾斯在2008年透露：「我記得第一次聽到柯克彈吉他，他給我一種感覺，很少有年輕樂手——是非常根植於歐洲的金屬風格。很高興我們能找到一個不是模仿埃迪·范·海倫的美國人」。
開除事件兩個月後，戴夫組建了麥加帝斯，目標是比金屬製品更快更重的音樂，此後長期與金屬製品為敵。戴夫毫不保留的在訪談中表達對柯克的不爽，他認為自己的創作被搶走了，柯克之所以成名是因為彈了自己寫的重覆段和吉他獨奏。1985年，在英國音樂雜誌《金屬之力》的訪談中，戴夫抨擊說：「柯克靠著彈我在《皮衣人生》裡面寫的獨奏，就被你們雜誌選為最佳吉他手，真的很可笑」。在麥加帝斯的第一張專輯《殺戮維生》中，戴夫放了一首他待在金屬製品時寫的歌〈限制級技師〉（The Mechanix），這首歌被金屬製品重新改了歌詞和速度，並加入旋律，取名為〈四騎士〉（The Four Horsemen），收錄在他們的首張專輯裡。而麥加帝斯版〈限制級技師〉（Mechanix）演奏的速度比〈四騎士〉快上很多。戴夫說他這樣做的原因是想要好好修理金屬製品：「因為詹姆斯和拉爾斯說我是一個不會彈吉他的酒鬼」。
日後麥加帝斯也成為史上最偉大的鞭擊金屬樂團之一，奮起直追的戴夫更獲得頂尖吉他手、鞭擊金屬之神的榮耀。而柯克則成為無數金屬樂迷調侃的對象，關於他和戴夫吉他技術差距上的話題，至今仍未停過。在當時麥加帝斯的演唱會上，經常會有觀眾喊著：「柯克·哈米特爛透了！柯克·哈米特爛透了！」，戴夫也常用麥克風回應：「對，我也覺得他媽的爛透了！」。金屬製品與麥加帝斯的恩怨情仇也一直是媒體和出版業者的熱門話題，美國VH1頻道形容：「這可能是搖滾樂歷史上最殘忍的開除事件」。

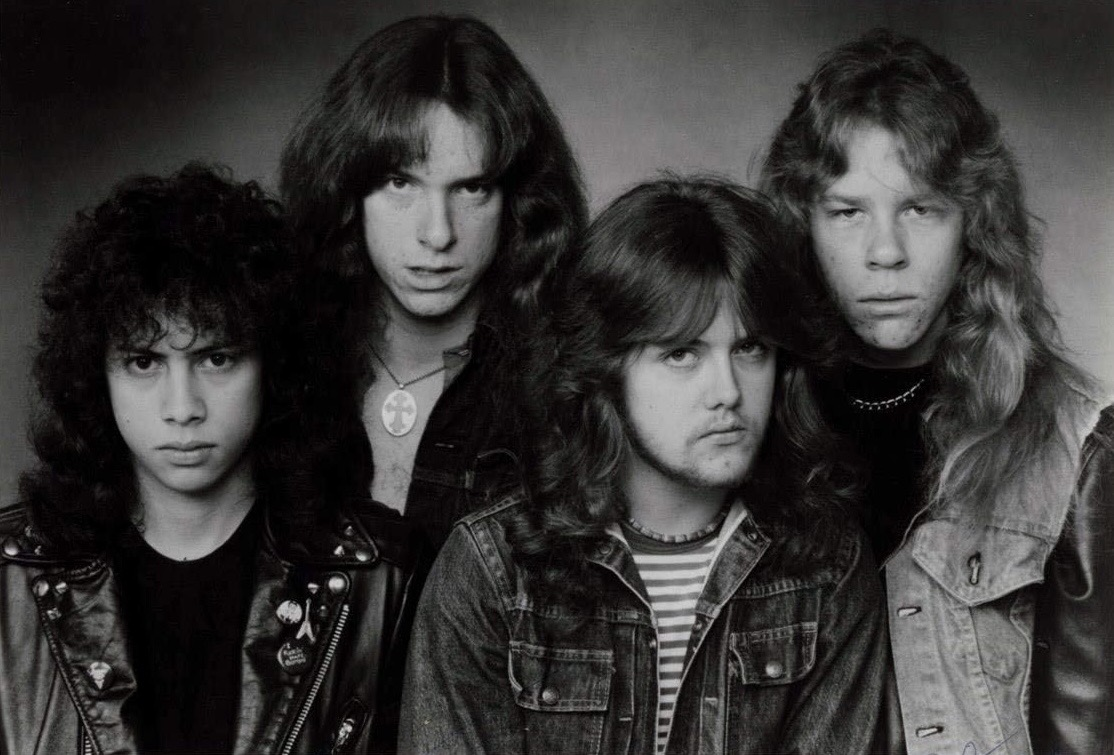
1983年的金属乐队，從左至右：柯克·哈米特、克利夫·伯頓、拉爾斯·烏爾里希和詹姆斯·海特菲爾德

1983年5月10日，樂團開始錄音。原本專輯名稱要叫做《金屬面前請下跪》（Metal Up Your Ass），但唱片公司與發行商反對，拒絕採納這個名稱。克利夫得知後非常氣憤的說：「這些唱片公司不要臉...我們應該把他們都殺光！」。拉爾斯聽了這句話產生靈感，決定把專輯改為「殺無赦」（Kill 'Em All）。專輯封面的血鎚靈感來自詹姆斯，他說：「克利夫的的行李總是有一把鎚子，他偶爾會拿出來砸東西」。1983年7月25日，發行第一張專輯《殺無赦》，美國市場由百萬大軍唱片負責，歐洲市場則是音樂國度唱片，這張專輯直到1986年才爬到美國告示牌二百強專輯榜第155名的位置。英國音樂雜誌《金屬之力》認為它是「有史以來最快、最重的一張專輯，膽小的人不要聽」。雖然這是第一張真正意義上的鞭擊金屬專輯，然而它並未在商業上取得成功，使唱片公司的投資人幾乎破產。不過該專輯卻在地下音樂界聲名大噪，奠定了金屬製品的樂迷基礎，並且在日後被奉為鞭擊金屬的經典。在許多年後的回顧性樂評中，美國權威音樂雜誌《告示牌》讚美它：「其獨特的金屬融合龐克曲風，從此改變流行音樂的樣貌」。美國線上音樂資料庫AllMusic表示：「真正的鞭擊金屬誕生了」。美國音樂雜誌《Loudwire》也認為：「它聽起來具有歷史影響力，並與黑色安息日、鐵娘子和猶大祭司的經典專輯齊名」。
1983年7月，金屬製品展開為宣傳新專輯的殺無赦巡迴之旅，並擔任掠奪的暖場團。1984年2月，樂團擔任毒液、扭曲姊妹的暖場團。2月11日，樂團參加荷蘭茲沃勒的地震音樂節，在七千名觀眾前演出。這次巡迴演出延伸到義大利、德國、法國、比利時和英國等國家。巡演結束後，2月20日，樂團前往拉爾斯的故鄉丹麥，位於首都哥本哈根的甜默錄音室留宿，開始錄製下一張專輯，由丹麥籍音訊工程師費林明·拉斯穆森擔任製作人。他們只有29天的空檔可以錄音，因為緊接著還有歐洲的演出。成員白天睡在錄音室，晚上接著錄音，最後在3月14日完成。1984年7月27日，發行第二張專輯《風馳電掣》，登上美國告示牌二百強專輯榜第100名。一家法國當地的印刷廠把專輯封面錯印成綠色的，這個瑕疵品現在成為收藏家的最愛。而前吉他手戴夫被署名為〈風馳電掣〉和〈克蘇魯的呼喚〉的詞曲作者之一。
這張專輯獲得音樂評論家的廣泛讚譽。英國流行音樂雜誌《Q雜誌》認為：「這張專輯證實金屬製品是現今重金屬樂團的領導者。樂團以〈隱入黑暗〉重新定義了鞭擊金屬，這是該流派的第一首澎湃情歌」。英國金屬雜誌《Kerrang!》表示：「該專輯的成熟度和音樂才華，幫助金屬製品擴展了重金屬音樂的極限」。美國線上音樂資料庫AllMusic評論：「比《殺無赦》更雄心勃勃，也更卓越。這是有史以來最經典的金屬樂，因為豐富的音樂想像力和歌詞，避免了重金屬的陳腔濫調」。《滾石專輯指南》認為「該專輯是金屬製品一個偉大的進步」。加拿大重金屬雜誌《豪言與血拳》資深編輯馬丁·帕夫表示：「極端金屬從《風馳電掣》這張專輯後，開始發展成真正的藝術。繼1976年猶大祭司的《命運之翼》後，金屬製品再次改變了規則。這是一種新的重型音樂：柔和、洶湧且爆炸性的驚人創作，而且那速度快得不像人類」。
1984年9月，厄勒克特拉唱片藝人發展部總監麥可·阿拉戈、Q-Prime經紀公司共同創辦人克里夫·伯恩斯坦一起去看了樂團的演出。看完表演之後兩人對金屬製品的演出印象十分深刻，決定把他們簽入唱片公司旗下，並成為Q-Prime經紀公司的客戶。金屬製品簽約後獲得更多的預算、更好的生活和創作環境、更廣泛的宣傳，以及更具規模的巡演。樂團在英國的唱片公司音樂國度唱片，將《風馳電掣》中收錄的〈死亡蔓延〉發行為限量版單曲，賣出了四萬張，這是金屬製品在海外淘到的第一桶金，並開啟了全球的追捧熱潮。厄勒克特拉唱片在1989年重發了《殺無赦》，裡面多收錄了兩首翻唱歌曲：鑽石頭的〈我邪惡嗎？〉和閃電戰的同名歌曲〈閃電戰〉，這兩個樂團都是金屬製品仰慕的英國重金屬新浪潮成員。11月6日，樂團展開巡演風馳電掣巡迴之旅，從歐洲出發。他們與英國重金屬新浪潮成員坦克一起演出，平均每場觀眾數為1300人。回到美國後，開始與白人盎格魯合作巡演，暖場是武裝聖徒。1985年8月17日，樂團參加在英國舉行的搖滾怪獸音樂節，現場觀眾有七萬人，是他們當時做過觀眾人數最多的演出。同場表演的還有邦喬飛及鼠王。8月31日，樂團參加在美國加州奧克蘭舉行的綠色音樂節，現場觀眾六萬人。

### 《傀儡之王》・克利夫·伯頓車禍喪生・傑森·紐斯特加入（1986 - 1987年）
金屬製品經過兩張奠定基礎的好評佳作後，他們想給樂迷和評論家留下更深刻的印象，在1985年夏天已開始創作新素材，並一起排練。詹姆斯和拉爾斯描述當時的過程：「從吉他樂句開始，反覆的組合起來，直到它們聽起來像一首歌。然後再想歌曲主題和曲名，最後詹姆斯填上所有的歌詞」。他們不滿意美國當地的錄音室，決定再回拉爾斯的故鄉丹麥製作。1985年9月1日，他們帶著六首素材回到哥本哈根甜默錄音室，製作人依然是費林明·拉斯穆森。他們花了比上一張專輯更長的錄音時間，為期三個月至12月完成，因為他們這次野心更大，也渴望能做到完美的境界。連平時愛喝酒的成員們，這次在錄音室也決心滴酒不沾。柯克回憶說：「我們當時只知道正在製作另一張新專輯，完全沒料到它將具有那麼大的影響力。那時的我們絕對是處在巔峰狀態，專輯的音樂非常有凝聚力，我們真正學會該如何一起工作」。
1986年3月3日，發行第三張專輯《傀儡之王》，登上美國告示牌二百強專輯榜第29名，並在榜上停留了72週。1986年11月4日銷量達到美國唱片業協會認證標準，不僅是金屬製品、同時也是鞭擊金屬界的第一張金唱片，並在2003年再度認證為6×白金唱片。《傀儡之王》在音樂上，尤其是在金屬樂上的成功，已經是登峰造極的程度。很多評論家和樂迷都將它評為史上最優秀的金屬樂專輯之一，金屬製品也認為這是他們自己最棒的專輯。美國線上音樂資料庫Allmusic認為這張專輯是該樂團最傑出的作品。它獲得許多出版物的青睞，經常被列為優秀出色的專輯。「滾石雜誌五百大專輯」將它排在第167位，美國新聞雜誌《時代週刊》將它列入「有史以來最棒的一百張專輯」中，並指出：「《傀儡之王》增強了重金屬的速度，削減了陳腔濫調」。美國音樂雜誌《吉他世界》評價它是「史上最偉大的吉他專輯」第4名，收錄曲〈傀儡之王〉也列為該雜誌「史上一百個最偉大的吉他獨奏」第61名。同樣的，英國音樂雜誌《吉他大全》也將此曲評為「史上最偉大的二十段吉他獨奏」第7名。
《傀儡之王》成為鞭擊金屬界的第一張白金唱片，它被視為是該流派最有成就的專輯，鋪平了後續的發展道路，並在90年代初取代華麗金屬，使鞭擊金屬成為金屬樂主流市場的霸主。歐洲網路媒體《吉他星球》認為它是有史以來最有影響力的專輯之一，並且成為其他金屬樂專輯的評判基準。美國評論媒體網站IGN稱它是史上最佳的金屬專輯，並補充說：「它是金屬製品的最佳傑作，因為它的主題統一，經過精心編排。所有的歌曲製作精良，且具有輝煌的凝聚力」。2013年，美國音樂頻道MTV表示：「在發行25年後，《傀儡之王》仍然是屹立不搖的經典」。同時，1986年也是公認的鞭擊金屬巔峰年代，在《傀儡之王》發行後，爆發了市場對鞭擊金屬的購買潮，如麥加帝斯的《出賣和平，有人要嗎？》、超級殺手的《血之王朝》和炭疽的《末日逼近》。1987年起，這些圍繞在金屬製品旁的三支樂團，一起被並稱為「鞭擊金屬四巨頭」（The Big 4 of Thrash metal）至今。2016年3月23日，美國國會圖書館評價它對「文化、歷史與美學」的意義重大，並載入「國家錄音登記處」永久保存。
1986年專輯發行後，樂團展開破壞公司之旅，在3月27日至8月3日間與奧茲·奧斯本在美國各地巡演。媒體注意到樂團成員在巡演期間總是醉醺醺的，開始暱稱他們為「酒精製品」（Alcoholica）。隨後成員偶爾穿著諷刺的T恤上台，上面寫著「酒精製品／醉光他們」。根據拉爾斯的說法，當時大城市的觀眾都已經熟悉了金屬製品的歌，小城市則需要四十分鐘才能贏得掌聲。他們漸漸贏得奧斯本的樂迷歡迎，並開始建立主流市場的追隨族群。然而在7月26日，詹姆斯因為玩滑板摔斷了他的手腕，他的吉他技師約翰·馬歇爾便代替他上台彈節奏吉他，而詹姆斯繼續演唱。

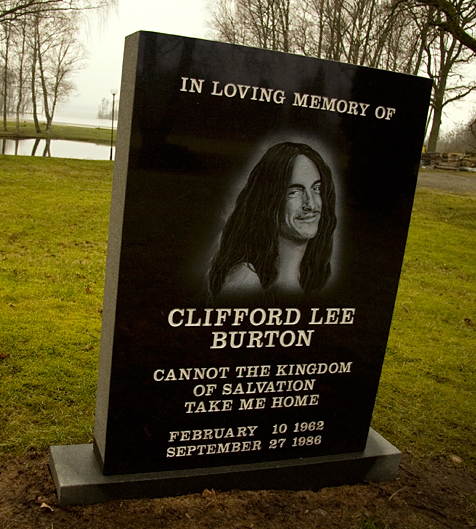
車禍地點附近的克利夫·伯頓紀念碑

1986年9月10日，破壞公司之旅來到英國，與炭疽一起進行第二站的歐洲行程。接著到愛爾蘭、瑞典、挪威表演。詹姆斯、克利夫和柯克原本決定在巡演結束後，開除鼓手拉爾斯，但此計畫將永遠不會實現。9月26日晚間，樂團從瑞典斯德哥爾摩出發，準備前往丹麥哥本哈根的次日演出。在車上，樂團成員決定抽撲克牌重選床位，克利夫抽到了黑桃王牌，搶走柯克原本在上鋪的床位。9月27日早上7點，由於司機酗酒，巴士行駛至瑞典鄉間、靠近永比北部的途中打滑，發生嚴重的翻車意外。車輛翻滾數圈，導致貝斯手克利夫·伯頓在熟睡中從巴士窗戶飛出去，並遭到車身壓住。雖然當時他仍有氣息，但隨後救援隊在用纜繩拉起巴士時發生了斷裂的意外，導致他再度受重壓而當場死亡。其他三位成員沒有受到重傷，詹姆斯說：
| “ | 我看見巴士壓在他身上、只能看到他的腿伸出來，我嚇壞了。我記得司機正試圖把毯子從他身上扯下來。我跑過去大罵『他媽的別弄了！』。我已經想殺了那個司機，我不知道他是喝醉了還是因為路面結冰。我只知道他正在開車，然後害死了克利夫。 | ” |

事後，司機堅稱路面上結了透明薄冰，導致他的車輛打滑，但詹姆斯嚴正駁斥他的說詞。詹姆斯在事發後舉著啤酒，沿著公路旁邊走邊哭喊：「克利夫，你在哪裡」，一邊尋找讓車輛翻覆的薄冰，而拉爾斯和柯克則哭成一團。當時詹姆斯往回走了很長一段距離，但是都沒有發現薄冰。警方後來證實路面乾燥，且溫度高於冰點。司機被控以誤殺罪，但並沒有被定罪。克利夫的死讓其他成員感到迷茫，拉爾斯說：「克利夫的死，不只是讓我們少了個貝斯手，而是失去了靈魂」。10月7日，金屬製品在克利夫的葬禮上演奏〈獵戶座〉紀念他。而克利夫的母親則把兒子的骷髏戒指交給詹姆斯，並對他說一定要把樂團繼續做下去。前成員戴夫·馬斯泰恩從金屬製品經紀人的電話中得知噩耗，他將悲痛之情創作為〈最黑暗的時刻〉（In My Darkest Hour），放在麥加帝斯的專輯《目前很好又如何》中，並經常演唱此曲紀念他。

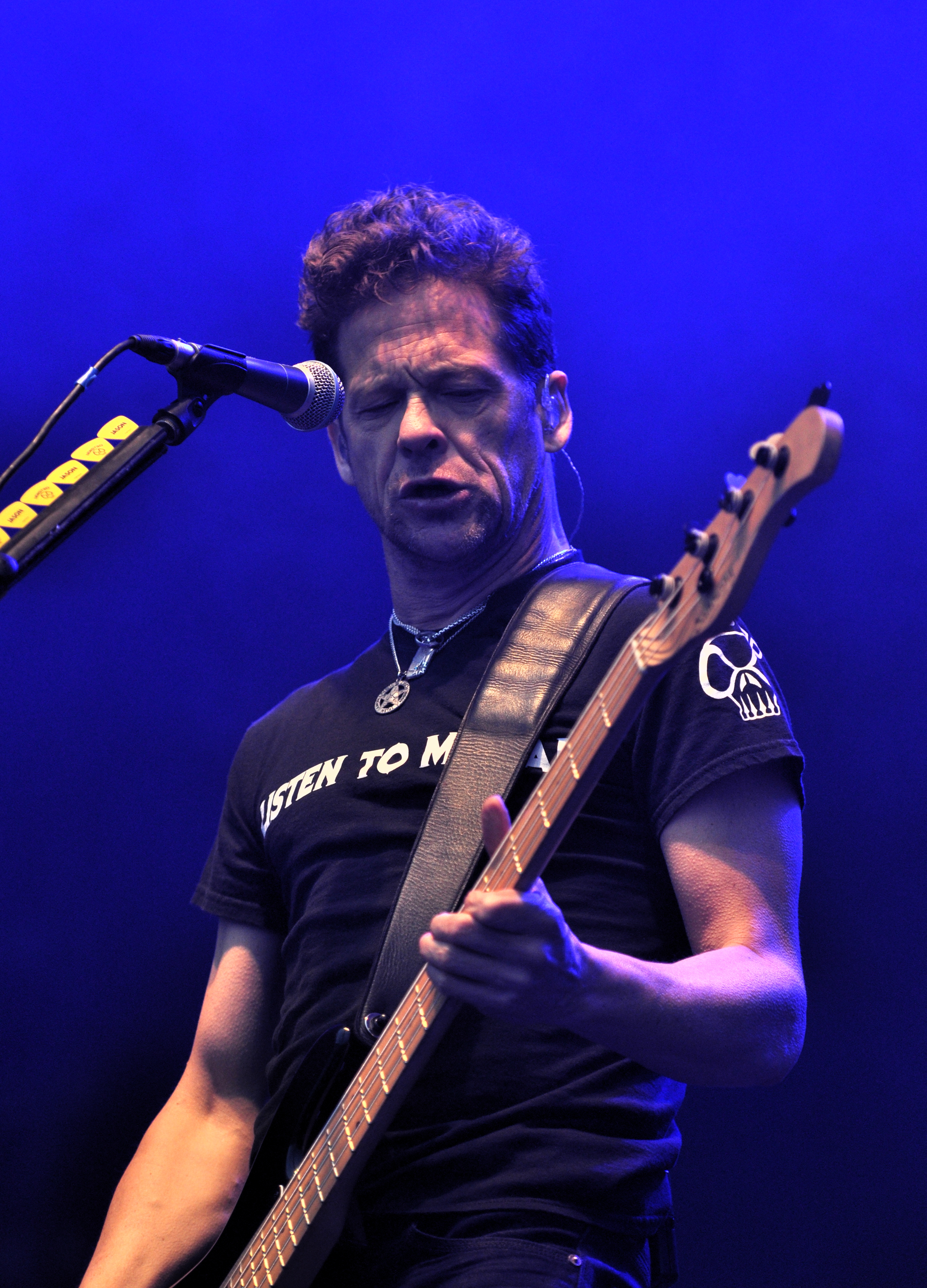
傑森·紐斯特德在1986年克利夫·伯頓車禍喪生後不久加入金屬樂隊，成為第三任貝斯手

樂團回到舊金山，進行了超過五十人的海選。包括柯克的童年好友萊斯·克雷普爾、刺穿樂團的特洛伊·格雷戈里、武裝聖徒的喬伊·維拉、聖約樂團的格雷格·克里斯蒂安，甚至麥加帝斯的大衛·艾利弗森也被考慮過。最終選中殘骸樂團的傑森·紐斯特德，他是金屬製品的狂熱樂迷，會彈所有專輯的曲子，這讓拉爾斯感到驚訝。10月28日，三位成員暗算傑森吞了一顆芥末球後才讓他正式加入。1986年11月8日在洛希達鄉村俱樂部，是傑森與金屬製品的第一次演出。樂團也在此時搬到舊金山北部的聖拉菲爾。
1986年11月15日，取消多場的破壞公司之旅從日本澀谷公會堂重新展開，一直持續演出到1987年2月13日結束。1987年3月26日，詹姆斯又因為玩滑板摔斷手腕，使樂團取消了美國電視節目《週六夜現場》的錄影。8月21日，發行迷你專輯《5.98元：重返車庫歲月》，裡面全是英國重金屬新浪潮的翻唱曲。它是在拉爾斯的自家車庫錄製的，目的是為了測試新貝斯手傑森的技術。11月17日，為了紀念逝去的克利夫，樂團發行影像作品《克利夫的一切》，收錄他生前的貝斯獨奏影像、個人照片和現場演唱會的特寫鏡頭。
詹姆斯在2009年的訪談中回憶說：「我們找來新的貝斯手，繼續巡迴，回歸原本的生活，這就是經紀公司處理悲痛的方式『藉由你們的音樂抒發吧！』現在看起來好像我們不夠悲痛或不夠尊重死者，但我們唯一能做的就是照顧彼此、並肩度過低潮。我們繼續上路，而自傑森加入後，我們就把很多怨氣發洩在他身上。感覺像是『對啦，我們又有貝斯手了，可是他不是克利夫』」。

### 《法律即正義？》・《金屬製品》（1988 - 1993年）
樂團想在1988年1月1日錄音，所以他們預定了洛杉磯北好萊塢著名的一對一錄音室。然而，已經合作兩張專輯的製作人費林明·拉斯穆森仍有其他工作未結束。所以他們決定與麥克·克林克合作，麥克最近和槍與玫瑰完成了《毀滅欲》的製作。然而三個星期後，金屬製品解聘了麥克，拉爾斯找來騰出空檔的費林明來接手。詹姆斯在1991年接受《吉他世界》的採訪時說：「麥克·克林克...其實他沒有這麼好。所以我們請費林明過來拯救這爛攤子」。1月28日，樂團在乾燥無菌的環境重頭開始錄音，每首歌都錄三條音軌，一條是鼓、一條是吉他和貝斯，另一條是其他。詹姆斯在錄音期間填詞，有時候在錄音時歌詞還未完成。費林明說：「他對唱歌不是那麼有興趣，對他來說唱歌的部分並不重要，只不過是想要表達硬派的氛圍」。另外，柯克寫了很多吉他獨奏都被否決，專輯的大部分獨奏是由拉爾斯構成的，他和製作人不斷和柯克交換意見，直到可以實際彈奏。最後，一段吉他獨奏需要花費大半天的時間來完成。而傑森與其他成員缺乏討論，他說：「基本上每個人都在演奏像音牆一樣的東西」。他與其他成員分開錄音，只有助理工程師在場。最終他的貝斯和詹姆斯的吉他音頻相同，導致傑森的樂器聲被蓋過。製作人費林明並未參與混音，樂團事先聘請了兩位工程師史蒂芬·湯普森和邁克爾·巴爾別羅來混音。

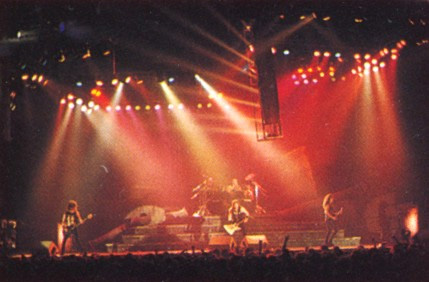
1988年的金屬製品，正在舉行受損的正義之旅巡演

1988年8月25日，發行第四張專輯《法律即正義？》，這張專輯獲得商業上的成功，登上美國告示牌二百強專輯榜第6名，是金屬製品第一次進入前十強。發行九週後，銷量達到白金唱片認證標準。傑森的貝斯聲在專輯中被削弱了，他的音樂理念同時也被忽視，即便他參與貢獻了一首歌〈燻黑〉。該專輯獲得褒貶不一的評價，但大多數的看法還是正面的。美國權威音樂雜誌《滾石》表示：「金屬製品的作品令人印象深刻，專輯的音樂具有驚人的侵略性」。音樂周刊《旋律作者》稱讚道：「其他樂團會對專輯中的重覆段望眼欲穿，巴不得自己也能寫出來。《法律即正義？》擁有密集複雜的金屬風格，和當代搖滾樂的單調完全不同。一切都取決於精密靈巧的技術，這可能是我聽過的最鋒利的音樂」。美國周報《村聲》則說：「專輯歌曲的寫作上缺乏樂理，而且很冗長，沒有焦點」。英國音樂記者米克·沃爾批評：「除了〈孤寂〉和〈戴爾斯夏娃〉（Dyers Eve）之外，大多數歌曲聽起來都很笨拙」。《流行音樂百科全書》也持負面看法：「除了值得讚揚的〈孤寂〉，該專輯已失去樂團的創造力，有太多歌曲只追求即興重覆段」。9月11日，樂團展開受損的正義之旅巡迴演出，自此之後，一座雪白的正義女神雕像經常會出現在舞台上，並在歌曲尾聲時崩塌。9月28日，《克利夫的一切》獲得告示牌音樂獎「年度最佳音樂錄像帶」。
1989年1月22日，樂團發布了〈孤寂〉的音樂錄影帶，成員在一個廢棄倉庫裡演出。影片中混合了美國反戰電影《強尼上戰場》的片段。他們並不是取得片商授權而已，而是直接買下整部電影的版權。這支音樂錄影帶經過美國音樂頻道MTV的輪播，讓許多電視觀眾第一次接觸到金屬製品的音樂。1999年，MTV將它評選為「百大時代錄影帶排行榜」第38名。2006年，它成為MTV開台25年中最受歡迎的音樂影片之一。
2月22日，《法律即正義？》獲得第31屆葛萊美獎「最佳硬搖滾／重金屬人聲器樂演奏獎」提名，金屬製品被外界看好能夠獲獎，不過最終敗給傑叟羅圖樂團的專輯《伺臣羽冠》。當時傑叟羅圖的樂團經紀人請成員不必出席典禮了，因為他認為金屬製品一定會得獎。而2月22日頒獎典禮舉行時，表演完〈孤寂〉的金屬製品已經在後台等著領獎。這項結果引發樂迷、音樂界和媒體新聞界對葛萊美獎極大的評判爭議，因為許多人認定《伺臣羽冠》是硬搖滾，裡面還用了長笛吹奏，絕對不是重金屬。此後，葛萊美獎一直是金屬樂迷的眼中釘。在事件發生後，主辦方美國國家科學院錄音藝術與科學學院將這個獎項拆分為硬搖滾和重金屬兩個類別。美國雜誌《娛樂周刊》將它列為葛萊美獎史上十個最大爆冷門的事件之一。1990年2月21日，〈孤寂〉獲得第32屆葛萊美獎「最佳金屬樂演奏獎」，樂團致詞時幽默表示：「我們首先要感謝傑叟羅圖，謝謝他們今年沒發專輯」。

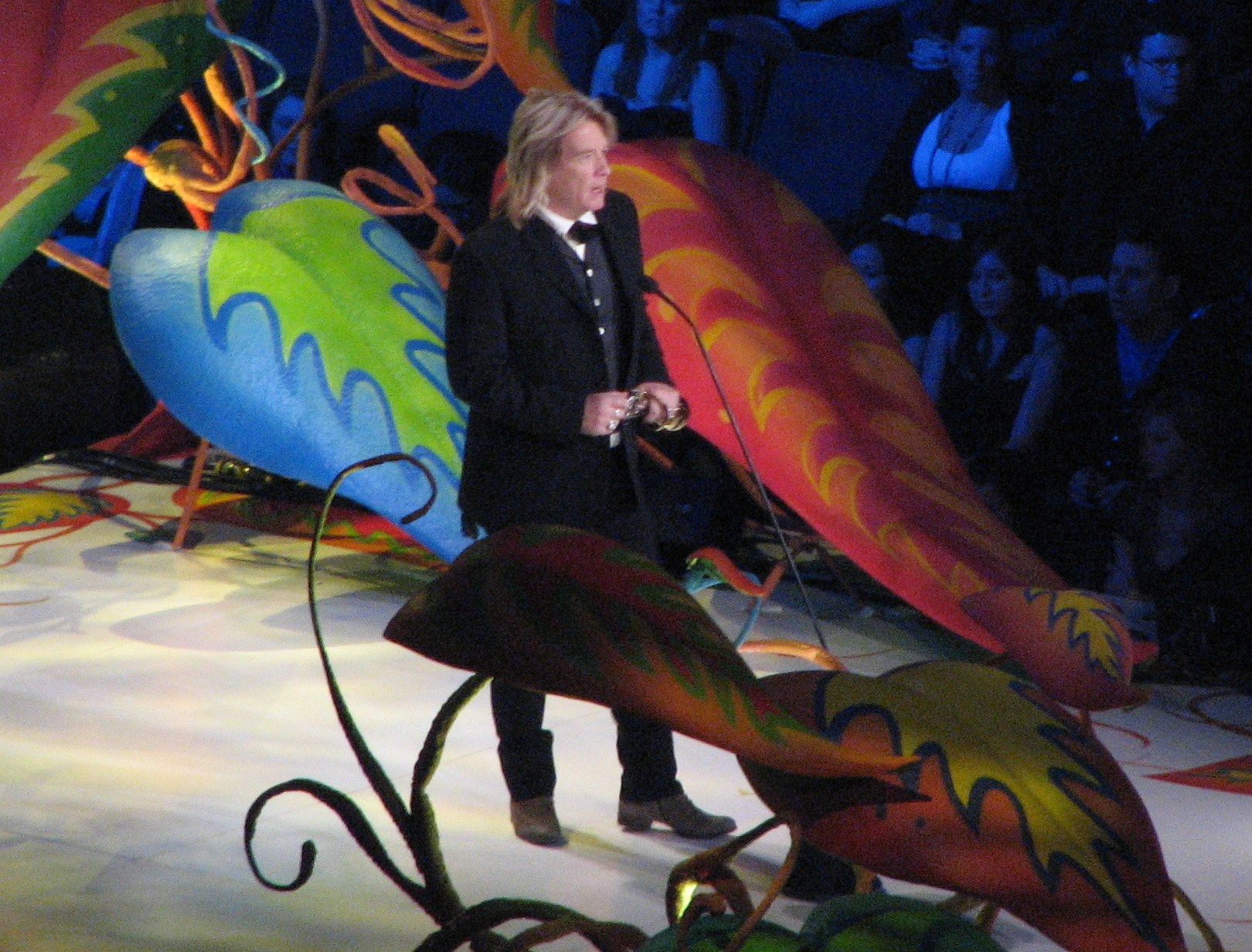
鮑勃·洛克，自《金屬製品》專輯後開始長期擔任金屬製品的音樂製作人，並改變了其音樂風格

10月6日，金屬製品二度租下北好萊塢的一對一錄音室，開始錄製下一張新專輯。樂團決定聘請曾製作邦喬飛和克魯小丑樂團的鮑勃·洛克擔任製作人。最初，樂團成員不太喜歡讓鮑勃來做專輯，但後來改變了主意。拉爾斯說：「我們逐漸意識到，鮑勃可以幫我們做出最棒的專輯」。詹姆斯談到那次錄音說：「我們真正想要的是一場現場演奏的感覺。以前，拉爾斯和我創作的節奏部分都沒有柯克和傑森。這一次我想試著在錄音室、大家合在一起用現場表演的方式錄製。結果讓我們省去了麻煩事、得到更棒的音樂氛圍」。因為這是鮑勃首次與金屬製品的合作，他要求樂團成員改變以往的方式，不要分開各錄各的音軌，而是想像所有人正在舞台上演出。他還建議詹姆斯錄製實況音軌和泛音歌聲。鮑勃希望製作過程能夠簡化，但是由於遇到麻煩，讓成員還是頻繁的參與到專輯製作中。由於樂團是完美主義者，鮑勃與成員們付出了許多代價來達到想要的水準。他們投資了一百萬美元，重新混音了三次。龐雜的錄音工作及巨大壓力，導致拉爾斯、柯克和傑森都和妻子離婚。柯克表示，婚姻問題反而幫助了他們的演奏，因為他們「試圖把內疚和挫折的感受藉由音樂抒發，反而得到一些正面的東西」。在鮑勃堅持下，樂團不再只用重金屬的樂器，例如〈不可饒恕〉的大提琴和〈無關緊要〉的管弦樂團。也由於鮑勃強烈改變了樂團的工作習慣，成員曾發誓不再跟他合作了。
1991年2月20日，金屬製品翻唱的〈冷血瘋子〉，獲得第33屆葛萊美獎「最佳金屬樂演奏獎」。經過八個月的艱難錄音，樂團於1991年8月12日發行第五張專輯《金屬製品》（即後來俗稱的「黑色專輯」），取得他們前所未有的巨大商業成功。它首次在八個國家（美國、英國、加拿大、澳大利亞、紐西蘭、德國、瑞士、挪威）的排行榜都奪下冠軍，發行一週內就在美國賣出65萬張，兩週內成為白金唱片，在告示牌二百強專輯榜冠軍寶座上足足佔據了四週，一直經過了390個禮拜後才離開該榜，是尼爾森唱片市場調查系統建置以來第三長的排行榜停留紀錄。根據該調查系統的統計數據，《金屬製品》從1991年到2016年間，平均每週都會售出五千張，是1991年後美國最賣座的專輯。這張專輯讓主流音樂市場見識到金屬製品的威力，它在美國就創下16×白金唱片的銷售紀錄（美國唱片業協會統計共16,450,000張），成為美國唱片銷售史上第25名的專輯。
除了商業成就，《金屬製品》在音樂評論上也取得重金屬媒體和主流出版物的廣泛讚譽，其中包括《紐約時報》、《洛杉磯時報》、《滾石》和《新音樂快遞》。美國《娛樂周刊》表示對該專輯的看法：「超群絕倫的速度金屬旋風，金屬製品可能發明了一種新流派——前衛鞭擊金屬」。《芝加哥論壇報》認為：「這是最適合新手入門金屬製品的專輯，他們用更簡潔的歌曲，製造出更爆炸性的力量」。《滾石》寫道：「節奏往往放緩，以換取更慢的BPM，而他們拓展其音樂的表現和範圍，完成了一次成功的改造」。《洛杉磯時報》則認為：「雖然對金屬製品擁抱流行音樂的感覺相當好，但是有一種預感，死忠的金屬樂迷可能再也不喜歡他們了」。該專輯標誌著金屬製品放棄了前四張的鞭擊金屬路線，朝著更加商業化的方向前進。很多樂迷認為，這張專輯是他們從鞭擊金屬走向商業流行的轉折，後來的專輯都採用較短的歌曲、簡單的結構和更慢的速度。藉由這張專輯，樂團把自己剝離成「舊」和「新」的不同時代，從此劃分界線。在回顧性樂評中，英國金屬雜誌《Kerrang!》表示：「金屬製品的這張專輯具有時代意義，因為它把貧民窟中的金屬樂推升到全球搖滾巨星的地位」。英國廣播公司認為：「雖然死忠金屬樂迷指責了他們，但金屬製品的轉型卻帶給成員更大的自信」。美國線上音樂資料庫AllMusic則說：「它的大規模流行啟發了其他速度金屬樂團，並提升了鞭擊金屬的商業地位。雖然這是一張不錯的專輯，但還不至於稱得上偉大，它也預告了金屬製品的創意不再」。
《金屬製品》的製作過程已經都收錄在紀錄片《金屬製品的一年半人生》中。新專輯的宣傳巡演定名為流浪之旅，持續了十四個月才結束。1992年2月25日，《金屬製品》獲得第34屆葛萊美獎「最佳金屬樂演奏獎」。4月20日，金屬製品在英國溫布利球場參加了佛萊迪墨裘瑞慈善義演，金屬製品表演三首歌後，詹姆斯與皇后樂隊、黑色安息日吉他手東尼·艾歐密合奏了〈冷血瘋子〉。7月，樂團和槍與玫瑰合作展開槍與玫瑰／金屬製品的體育場之旅。8月8日，在加拿大蒙特婁奧林匹克體育場的演唱會上，詹姆斯在演唱〈隱入黑暗〉時，不慎陷入一個3.7公尺高的舞台火焰中，導致他的手臂、手掌、臉和腿部分別受到二度和三度燒傷。傑森回憶說：「詹姆斯的皮膚都在冒泡，那模樣就像毒魔復仇者」。金屬製品只能取消第二個小時的演唱，由於觀眾等候過久，加上埃克索爾·羅斯提早下台，不滿的群眾開始在蒙特婁市中心暴動（包括翻車、砸窗、搶劫當地商店和製造火災），造成高達四十萬美元的財物損失。金屬製品在17天後回到舞台，詹姆斯包著厚重的繃帶無法彈吉他，只能唱歌。他的吉他技師約翰·馬歇爾再度上台支援節奏吉他的表演。9月9日，樂團的單曲〈睡魔入侵〉獲得MTV音樂錄影帶大獎「最佳重金屬／硬搖滾錄影帶獎」。1993年1月22日，展開無處流浪之旅，其間在墨西哥城連續演出了五場。1月25日，樂團獲選為第20屆全美音樂獎「最受歡迎重金屬／硬式搖滾藝人獎」。11月23日，金屬製品發行第一個典藏套裝盒組《狂暴肅清》，裡面收藏了三張現場專輯、三支家庭錄影帶以及一本裝滿信件的書。

### 《子彈上膛》・《重新裝彈》・《車庫事業》・《交響與金屬》（1994 - 1999年）
在將近三年的專輯巡迴，其中包括胡士托 '99音樂節的演出之後，金屬製品於1995年5月1日來到加州索薩利托的唱片工廠，與製作人鮑勃·洛克再度合作，製作下一張新專輯。8月17日，樂團暫停錄音，舉行金屬製品：逃離錄音室之旅。8月26日參加在英國多寧頓公園舉行的搖滾怪獸音樂節。當天同場的還有當超級殺手、史奇洛、史萊許的蛇窩、全蝕和治療樂團。金屬製品這次的小型巡迴，一直持續到12月結束，之後回到錄音室繼續工作。

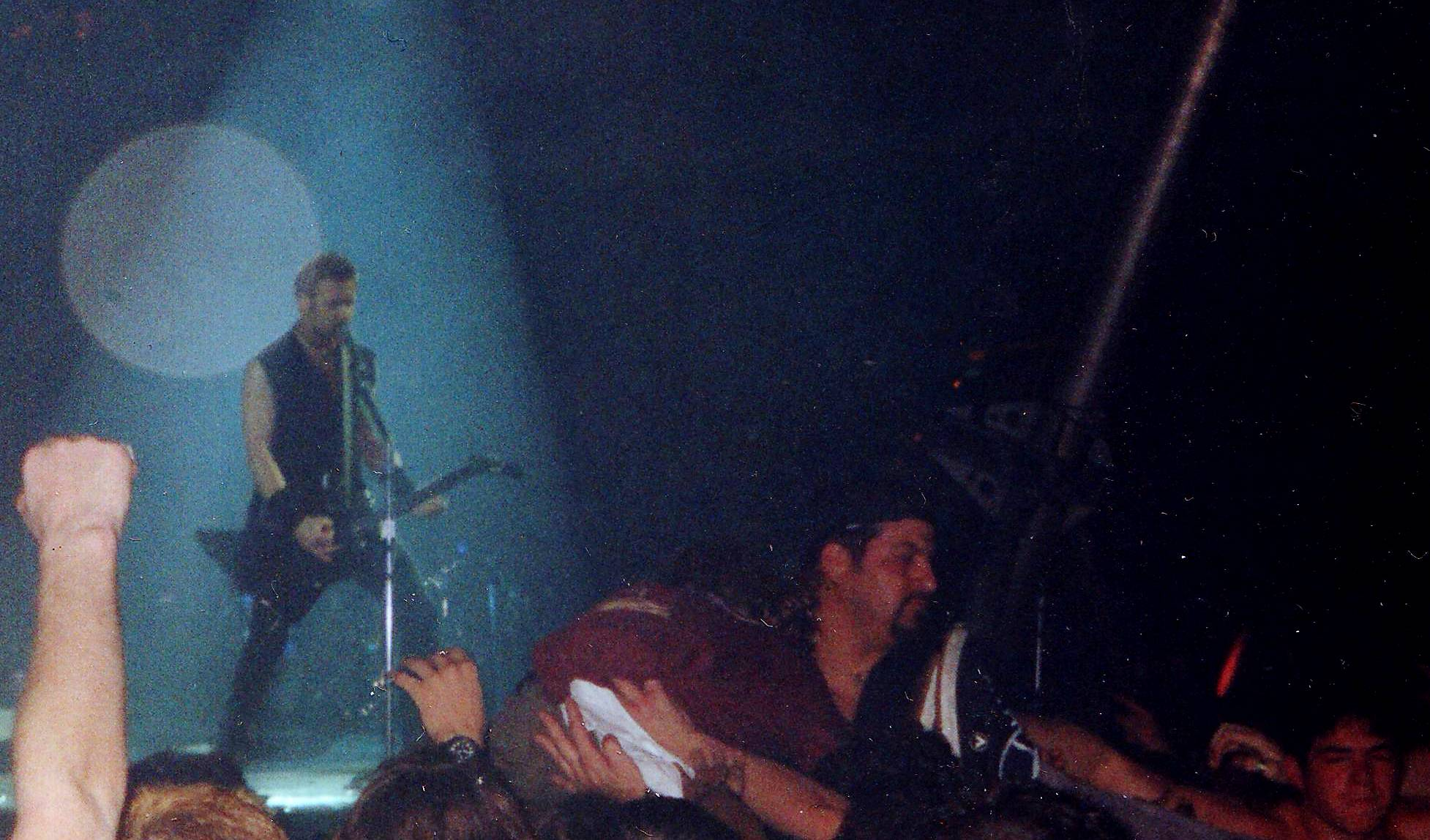
1996年的詹姆斯，他正與金屬製品舉行《子彈上膛》的宣傳巡演

在這次新專輯的音樂方向上，樂團遠離了鞭擊金屬，轉向硬式搖滾、另類搖滾和另類金屬，他們幾乎完全摒棄成立之初的風格，加入慢板敘事曲。詹姆斯和柯克以藍調搖滾進行了實驗，並取代了斷奏。此外，拉爾斯也放棄以往複雜快速的大鼓，改以極簡主義、技術更簡化的風格來打鼓。所有的曲目也都調為降E大調。1996年6月4日，發行第六張專輯《子彈上膛》，這是金屬製品的第二張冠軍專輯，它在十三個國家的專輯排行榜都奪得冠軍，包括美國告示牌榜單、澳大利亞唱片業協會榜和英國專輯排行榜等。它還取得5×白金唱片認證。該專輯也代表樂團開始改變音樂方向，以及新的形象：樂團成員都剪去了原先的長髮，與非主流音樂界漸行漸遠。樂團後來擔任以另類搖滾為主的羅拉帕羅扎音樂節壓軸，使來自金屬界的責難更加劇烈。《子彈上膛》收到音樂評論家褒貶不一的評價，美國線上音樂資料庫AllMusic說：「不出所料的老調重彈，這是一張枯燥乏味、製作不佳的專輯」。9月4日，樂團的歌曲〈直到入眠〉獲得MTV音樂錄影帶大獎「最佳硬搖滾錄影帶獎」。
在《子彈上膛》製作的早期，樂團便投注了相當的心力，進錄音室之前已經準備了超過三十首的試聽歌曲。原先《子彈上膛》是要做成雙CD專輯，不過後來樂團決定先發行一半的歌曲，第二年再接著製作另一半作品。柯克向《吉他世界》雜誌表示：「如果要做成雙專輯，就要在錄音室持續工作很長一段時間，我們都不想這樣。再者，雙專輯的播放時間很長，人們就比較難消化，這樣可能會導致音樂理念的失焦」。這次他們一樣幾乎都降E大調，詹姆斯說：「我還是喜歡玩那種速度金屬的東西，但我們已經向世界證明過了，金屬製品把它玩得很好。現在已經沒有必要再去證明我們可以彈很快，我們想在寶貴的光碟空間裡多塞一點沒玩過的音樂」。他還補充：「在過去，重金屬和樂迷們在我們身上加諸了太多規則，但我們不想遵守，現在是繼續前進的時候。即使會失去一些樂迷，我們也必須這樣做，人不改變就會陷入困境」。
1997年1月27日，金屬製品獲得第24屆全美音樂獎「最受歡迎重金屬／硬式搖滾藝人獎」。11月18日，發行第七張專輯《重新裝彈》，這是金屬製品的第三張冠軍專輯，在六個國家的專輯排行榜都奪得冠軍，在美國告示牌榜單上停留了75週，並達到4×白金唱片認證。美國線上音樂資料庫AllMusic說：「專輯名稱已經表明它是《子彈上膛》的續集，在許多方面是正確的，基調幾乎一樣。重一點的南方搖滾、民謠與鄉村搖滾，這明顯不是一個好主意」。《重新裝彈》的專輯封面依舊由安德烈斯·塞拉諾創作，這次是用血液和尿液的混合物。詹姆斯在2004年的紀錄片《異種怪獸》中說：「我們認為專輯中的歌曲素質是均衡的，它們都經過不斷的研磨和加工，直到我們判斷是可以發行的程度」。12月8日，金屬製品獲得告示牌音樂獎「年度搖滾藝人獎」，而舊專輯《金屬製品》同時也獲得「年度專輯獎」。同月，為了推銷《重新裝彈》，金屬製品參加國家廣播公司的《週六夜現場》錄影，表演〈記憶猶存〉和〈燃料〉。
1998年9月14日，完成可憐的我又要巡演之旅的北美第一階段行程之後，金屬製品藉著空檔到加州的唱片工廠錄音。拉爾斯說：「我們想在連續三張都做得很嚴肅的專輯後，來點不一樣的。我們本來就很喜歡翻唱別人的東西，這是金屬製品的傳統。這樣就容易多了，偶爾唱唱別人的歌，把它變成金屬製品的風貌」。由於樂團已經錄製過許多翻唱曲，分散在各種發行版本中。例如單曲的B面和1987年的迷你專輯《5.98元：重返車庫歲月》，樂團決定把它們集中起來，方便給大家聽，並且進行最新的翻唱錄製。1998年11月23日，發行翻唱合輯《車庫事業》。這是一張英國重金屬新浪潮和硬核龐克樂團的翻唱專輯，包含鑽石頭、閃電戰、皇后樂隊、殺戮玩笑、虎皮鸚鵡、局外人、瘦李奇、藍牡蠣、仁慈命運、宣洩樂團、尼克凱夫與壞種子、完全反對、甜蜜凶殘、林納史金納、摩托頭和黑色安息日的翻唱曲。第二張光碟則收錄了《5.98元：重返車庫歲月》中的作品。這張專輯登上美國告示牌二百強專輯榜第2名。《滾石》雜誌稱讚道：「這是一張光榮的專輯，你不能錯過金屬製品純真的一面」。美國《娛樂周刊》表示：「令人振奮」。美國音樂雜誌《CMJ新音樂月刊》也持正面評價：「對那些仍因為金屬製品的改變而感到焦慮的人來說，將會在《車庫事業》中找到很多喜歡的東西」。
1999年2月24日，樂團的歌曲〈遠勝於你〉獲得第41屆葛萊美獎「最佳金屬樂演奏獎」。3月16日，由於《金屬製品》銷售超過一千萬張，美國唱片業協會頒發了「鑽石獎」。4月21日至22日，金屬製品在加州柏克萊社區劇院與舊金山交響樂團的指揮邁克爾·凱曼錄製了兩場演出。邁克爾曾在〈無關緊要〉這首歌與他們的製作人鮑勃合作。他與金屬製品是在1991年接觸，將樂團的音樂與管弦樂團配對。邁克爾與他超過一百人的演奏團隊為金屬製品的重金屬加入交響樂，金屬製品也為這場合作演出寫了兩首新歌〈無葉三葉草〉和〈人類〉。詹姆斯表示，將重金屬與史詩古典的形式結合，是逝世貝斯手克利夫·伯頓的點子。克利夫對古典音樂的熱愛，特別是對巴哈，可以在《風馳電掣》和《傀儡之王》的歌曲創作中的許多樂器和旋律特徵發現到。另一個靈感則來自深紫1969年的現場專輯《深紫與管弦樂團協奏曲》，在金屬製品舉行了這次大型合奏演出後，深紫也重新寫譜，並於9月底再度舉行合奏。這兩場演出實況及錄音成品，後來製作為金屬製品的現場專輯及影像作品《交響與金屬》，登上美國告示牌二百強專輯榜第2名，在澳大利亞、德國、挪威、瑞典以及網路銷售排行榜則是冠軍。發行首週銷量超過30萬張。《滾石》雜誌稱讚道：「純粹的精彩、成功的現場演奏，其影響力是永恆的」。7月15，《重新裝彈》獲得加州音樂獎「最佳硬式搖滾專輯」，拉爾斯獲評為「傑出鼓手獎」。12月8日，金屬製品獲得告示牌音樂獎「年度專輯藝人獎」和「年度專輯獎」。2003年，《交響與金屬》認證為5×白金唱片。

### 控告Napster公司・傑森·紐斯特退出・羅伯特·特魯希略加入・《聖氣凌人》・紀錄片《異種怪獸》（2000 - 2005年）
有關侵權訴訟案，請參見英語主條目：金屬製品與Napster公司的訴訟案

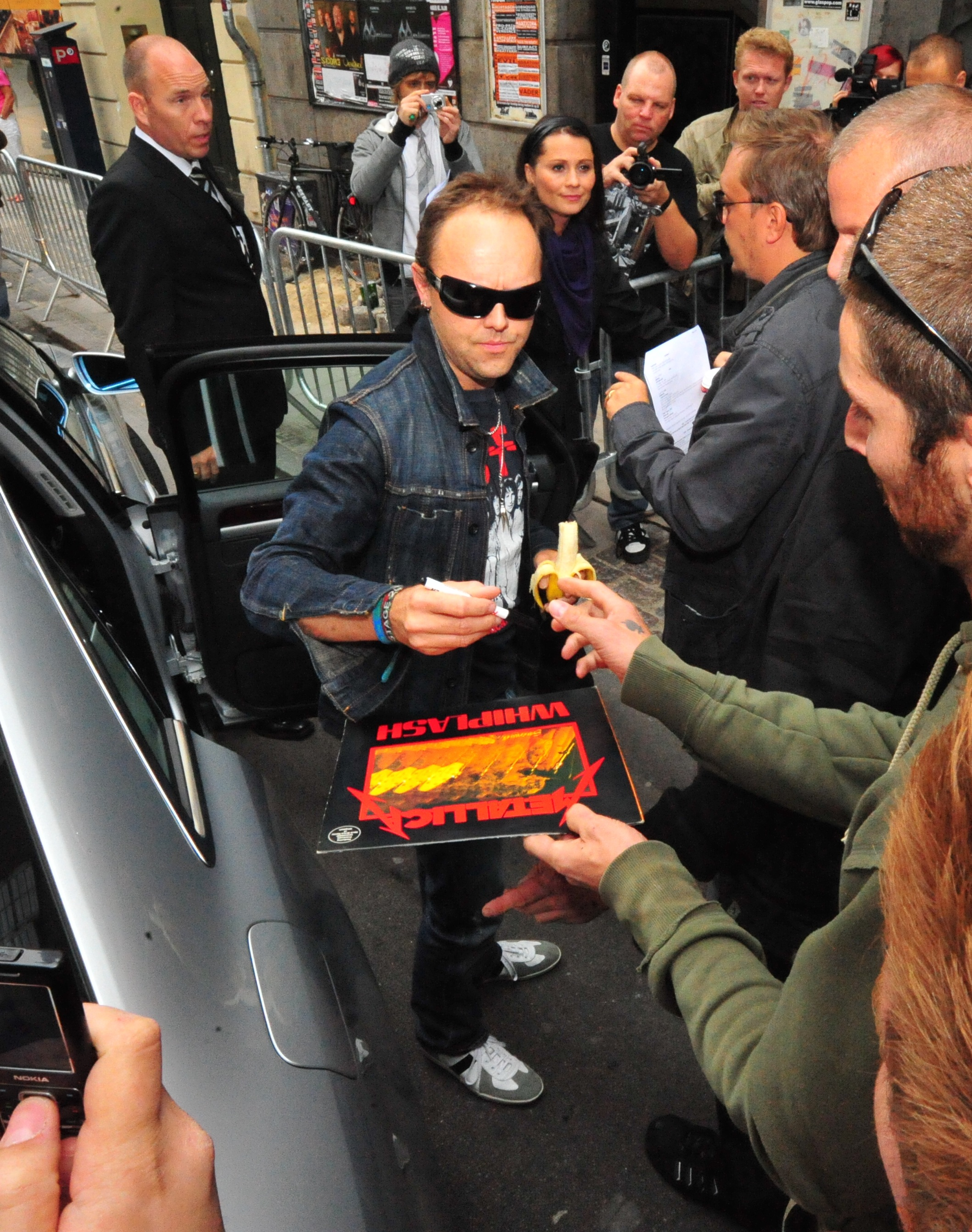
拉爾斯領導了對Napster公司的訴訟案

2000年2月23日，樂團翻唱的〈瓶裡的威士忌〉獲得第42屆葛萊美獎「最佳硬搖滾演奏獎」。金屬製品在《不可能的任務2》電影原聲帶中貢獻了一首〈我消失〉，預計5月9日發行。但4月還未上市鋪貨時，樂團發現該曲已經在全美各大無線電台中播放。成員追溯其檔案來源，最後直指對等網路檔案分享公司Napster。他們更驚訝的發現，樂團幾乎所有的專輯、歌曲在Napster都有完整的分類，可供所有用戶任意的免費下載。拉爾斯親手從電腦免費下載到自己的創作心血後，怒不可遏。4月13日，金屬製品在美國加利福尼亞中區聯邦地區法院正式對Napster公司提起訴訟，訟狀中控告Napster公司違反了三項法律：「侵犯版權、非法使用數位音訊介面設備、美國反詐欺和腐敗組織法案」。
金屬製品向Napster公司索取總計超過一千萬美元的賠償金額、要求將所有歌曲從Napster下架、並解除所有曾於Napster上分享過金屬製品歌曲的三十萬名用戶資格。同時，這起訴訟案也引起了大眾對音樂產權的重視，尤其是學生普遍利用學術網路使用點對點軟體來分享音樂檔案，各大學校也主張封鎖對等網路，因為非學術用途的免費下載佔據了40%的學術網路頻寬。7月11日，拉爾斯向美國參議院司法委員會提交了關於侵犯版權的證詞，他在聲明中說：
| “ | 當金屬製品製作新專輯時，我們要花費好幾個月創作和錄音，還有自己的數十萬美元，同時也貢獻我們的靈感和汗水。而我們通常還會聘請一位音樂製作人、幾位錄音工程師、程式設計師和助理工程師，偶爾還要聘請其他的音樂人、樂手或技師來幫忙。我們還要租下一間錄音室，一次就是租好幾個月——而那些錄音室都是小企業主用自己的資金購買，他們還經常要花錢去維修保養、升級、汰換非常昂貴的器材設備，這些開銷都為了要提供更好的條件、來吸引我們這種客人繳納租金錄音。我們每發行一張專輯，背後就需要幾百位唱片公司的員工提供支援，而我們發行的專輯，也替非常多無線電台和電視台的製作部門提供了節目內容。這些林林總總加起來，一張音樂專輯就牽涉到非常多人賴以維生的工作。以我們、金屬製品為例，一張專輯的利潤就可以供給許多人的工資，讓他們得以支付家庭開銷，這些工資也會對經濟發展做出貢獻。很明顯，如果音樂可以免費下載，那麼音樂產業就無法繼續存活下去了。我剛剛講到的所有工作崗位都會消失，各種藝術家多元化的音樂也會消失。我聽到很多人說『音樂應該是免費的』，那就意味著音樂家必須無酬工作，因為沒人會付錢。這個世界沒有人願意做沒錢的工作，憑什麼音樂家就要做白工？ | ” |

2001年3月，美國聯邦法官瑪麗蓮·霍爾·帕特爾做出裁決，強制命令Napster公司在72小時內對網站放置過濾程式或關閉。Napster被迫刪除金屬製品所有受版權保護的歌曲。美國饒舌歌手德瑞醫生和他的幾個音樂人、數間唱片公司（包括索尼音樂娛樂、大西洋唱片、小島唱片、國會唱片、貝塔斯曼音樂集團、環球唱片、殿下唱片、寶麗金、維京唱片、格芬唱片、華納兄弟唱片公司），以及美國唱片業協會也接續對Napster公司提起訴訟，讓該公司又停權了超過二十三萬名用戶。7月12日，Napster公司與金屬製品等控方達成庭外和解，和解條件是高昂的賠償金額。此時德國媒體公司貝塔斯曼表示有意以9,400萬美元購買Napster的權利，然而法官裁定禁止出售，並迫使Napster根據美國法典第7章破產法清算其資產。
2000年9月7日，在MTV音樂錄影帶大獎頒獎典禮中，主辦單位播放了拉爾斯與主持人馬龍·韋恩斯共演的短劇影片。內容為馬龍飾演在學校宿舍中使用Napster軟體下載音樂的大學生，當他聽著金屬製品的〈我消失〉一邊甩頭時，拉爾斯走到房門口並問他：「老兄你在幹麻？」，馬龍答：「我只是..只是在分享音樂」，拉爾斯訓斥：「你所謂的分享，就是沒有經過同意的借用，讓我分享一下你桌上的可樂」後，叫出金屬製品的團隊把他房間裡所有的東西通通『分享』走，包括馬龍的女友，只留下他在房間。此時Napster的創辦人肖恩·范寧穿著金屬製品的T恤現身，並說：「這件T恤是我借來的，當我喜歡這衣服，也該花錢自己買一件了」。呼籲大家正視點對點下載的問題。11月30日，金屬製品獲得VH1音樂獎的「最佳舞台場面獎」與「雷神獎」。
在2001年1月的成員會議中，傑森提議金屬製品休息一年，他想利用那段時間專注於個人的音樂組合腦中迴音，其他三位成員拒絕他的提議。金屬製品租下一間位於舊金山的美國陸軍軍營，改造成臨時錄音室。1月17日，在樂團準備錄製下一張專輯時，傑森宣布退出樂團，他稱離開是因為個人因素以及長期表演衍伸的身體問題。在美國男性雜誌《花花公子》與金屬製品的採訪中，傑森說他想做一張腦中迴音的專輯。詹姆斯不贊同這個做法，他說：「如果有人做其他的項目，就會削弱金屬製品的精力，這跟背著老婆偷吃沒兩樣」。傑森之後反駁表示，詹姆斯自己一樣也替《南方公園劇場版》錄音，甚至還在樂團全蝕的專輯中出現過兩次。詹姆斯回應說：「我的名字並沒有印在這些專輯上，而且我也沒有從那裡賺到錢。最重要的是，你參與的程度到哪裡？你跟這些團巡迴了嗎？還是你販售他們樂團的衣服？甚至，這個團是屬於你的團嗎？」。傑森在1986年取代克利夫的位置後曾說：「我一直覺得壓力很大，尤其每當我想起我代替的人是誰後，總是有一種...怎麼做都比不上他的感覺」，而且他在樂隊的14年生涯，參與過四張錄音室專輯中只獲得了三首詞曲創作的榮譽，分別是〈燻黑〉、〈我的苦難之友〉（My Friend of Misery）和〈野生動物在哪裡〉（Where the Wild Things Are）。
2001年2月21日，樂團的歌曲〈克蘇魯的呼喚〉獲得第43屆葛萊美獎「最佳搖滾器樂演奏獎」。傑森退出後，金屬製品不想立即尋找接任人選，他們請前製作人鮑勃·洛克擔任錄音支援貝斯手，並參與創作，儼然成為樂團成員之一。金屬製品表示，會在新專輯完成後才尋找新任貝斯手。因為金屬製品曾授權美國紀錄片《失樂園：羅賓漢丘孩童兇殺案》使用他們的音樂、並給予意見，該紀錄片的製片人喬·伯林格與電影導演布魯斯·辛諾夫斯基對樂團周全的看法感到很有興趣。4月時，兩人開始跟隨金屬製品工作，記錄他們新專輯的錄製過程，總計花費超過三年、拍攝了長達一千小時的影片。4月7日，樂團獲得ESPN極限運動與音樂獎「藝術家貢獻獎」。
這段時期，詹姆斯與拉爾斯之間產生摩擦與衝突，兩人對立的問題日益嚴重。7月19日，在準備進錄音室之前，詹姆斯因酗酒及毒癮問題進行康復治療，所有錄音計畫也擱置，導致金屬製品幾乎面臨解散。詹姆斯在12月3日結束療程，並於2002年4月12日返回錄音室，他被醫生要求只能在中午十二點至下午四點間錄製專輯，每天只能工作四小時，其餘時間需陪伴家人。由於他的個人問題，以及對錄音內容的爭執，Q-Prime經紀公司聘請心理治療師菲爾·托爾幫助樂團成員互相理解，他曾徹底改造過一支職業棒球隊。在治療師幫助下，成員逐漸放下職業樂手與自我價值的堅持，重新專注在音樂本身的創作上。
新專輯在2002年5月至2003年4月錄音，以及這中間的幾次演唱會上，所有的貝斯都是製作人鮑勃彈奏的。2002年11月，錄音工作完成後，金屬製品開始面試貝斯手的接替人選，包括佩珀·基南、特维吉·拉米雷斯、史考特·里德、艾瑞克·艾利、丹尼·洛納和克里斯·威茲等人。2003年2月24日，經過三個月的面試，前自殺傾向與奧茲·奧斯本的貝斯手羅伯特·特魯希略成為新任貝斯手。傑森也如金屬製品一樣朝自己的目標發展，2002年他加入了加拿大鞭擊金屬樂團軍隊總督，甚至在2003年的奧茲音樂節取代羅伯特之前在奧斯本樂團的位置，軍隊總督同時也參加了該次重金屬音樂節。
2003年6月5日，發行第八張專輯《聖氣凌人》，首週銷量41萬7千張，獲2×白金唱片認證。該專輯在美國告示牌以及世界上其他三十個國家都是排行榜冠軍。《聖氣凌人》收到非常兩極化的音樂評價，特別是冷硬的小鼓聲與心不在焉的電吉他獨奏，金屬製品被許多金屬樂迷調侃為「塑膠製品」（Plasticlica）。美國音樂網站Pitchfork Media非常不喜歡這張專輯，形容「鼓聲音色非常破碎，吉他也成為可怕的噪音，且大多數歌曲都很無趣，徹底的混亂」。美國音樂雜誌《攪拌機》說：「這是製作人鮑勃·洛克最令人噁心反胃的金屬製品專輯。這支樂團已經回不去了，他們把自己和金屬樂切割開來，單調的吉他、貝斯打弦和鼓點，沒有獨奏、缺乏變化，你只聽到樂團無情的攻擊」。美國雜誌《流行話題》表示：「《聖氣凌人》試圖回到第一張專輯《殺無赦》的直接路線，不過這是個慘烈的失敗嘗試」。美國音樂網站搖晃行走認為：「嘎嘎作響的單調吉他，鼓聲粗糙狂妄，這張專輯雖很好的表達了憤怒，但太自戀了」。美國生活雜誌《紐約》評論為：「完全原始的搖滾」。美國《娛樂周刊》則持正面看法：「這是金屬製品1991年之後最棒的專輯」。8月21日，金屬製品獲得Kerrang!音樂獎「最佳國際樂團獎」，並列入「Kerrang!名人堂」中。
2004年1月24日，樂團的紀錄片《異種怪獸》於日舞影展首映。在長達136分鐘的影片中，拉爾斯說：「酗酒和其他奢侈的習慣讓我們處在一個十字路口，最後能擺脫它們真的很不錯。這是我們第一次硬著頭皮彼此交談，打開心結、真正理解對方的想法和工作上的東西。攝影機在那裡捕捉了所有的細節」。該影片也採訪了前任成員戴夫·馬斯泰恩，製片人要求拉爾斯和戴夫碰面，他們在2001年9月13日坦率的溝通（當日亦是戴夫40歲生日）。戴夫表示他對拉爾斯的不滿源自於1983年4月11日的無預警開除，完全沒有給予任何改進的機會就把他踢出去。他也說，儘管自己組建的麥加帝斯也取得成功，但多年來一直忍受部分金屬製品樂迷的嘲笑。辭職的貝斯手傑森也被製片人採訪，他對金屬製品請了心理治療師非常不屑的表示：「他們就像找復健師救命的病人，真是他媽的沒用」。

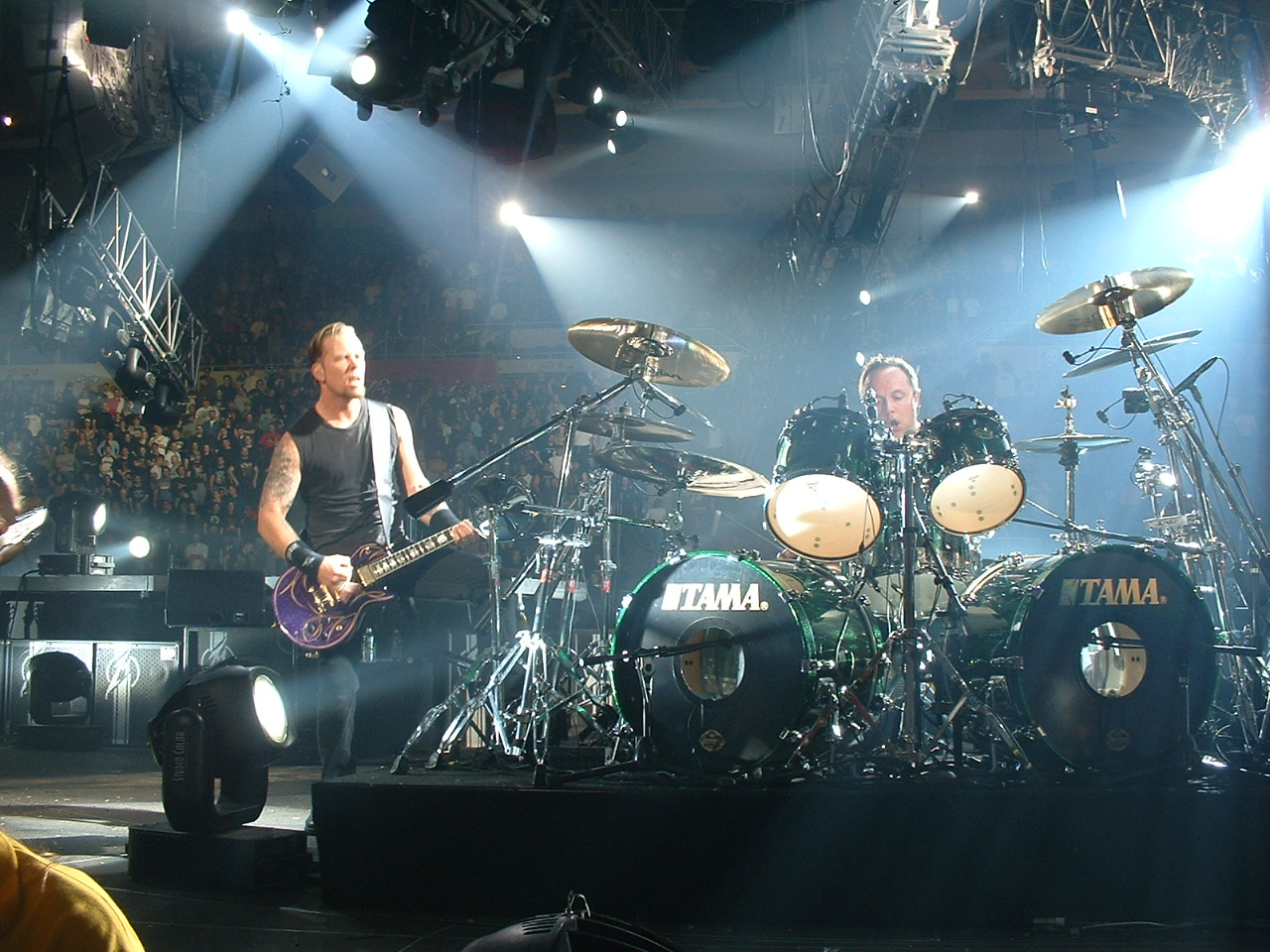
2004年，正在進行狂怒世界之旅的金屬製品

2004年2月8日，主打單曲〈聖氣凌人〉獲得第43屆葛萊美獎「最佳金屬樂演奏獎」。它也成為世界摔角娛樂賽事節目夏日衝擊2003的官方主題曲。5月18日，樂團獲得美國作曲家、作家和發行商協會頒發「創意聲音獎」。6月6日，柯克贏得加州音樂獎「傑出吉他手獎」。在該年度的英國下載音樂節開始之前，拉爾斯因為不明原因的焦慮病症進了醫院，暫時無法演奏。詹姆斯緊急找來超級殺手的戴夫·隆巴多與滑結樂團的喬依·喬迪森支援。戴夫幫忙演奏了〈炮兵〉和〈四騎士〉，拉爾斯的鼓技師費林明·勞爾森與喬依合作演奏了〈隱入黑暗〉。8月26日，金屬製品獲得Kerrang!音樂獎「全球最佳樂團獎」。2005年2月26日，《異種怪獸》獲得第20屆獨立精神獎「最佳紀錄片獎」。《聖氣凌人》的專輯巡演狂怒世界之旅，成為2004年度票房第四高的世界巡迴演唱會，銷售出去的門票面額總計60,500,000美元。接下來整個2005年，除了11月13、15日兩天與滾石樂隊在舊金山美國電話電報球場的表演外，金屬製品幾乎都把時間都花在朋友與家庭上。

### 《致命吸引力》・入選搖滾名人堂・四巨頭聯合演出・《露露》・《致命吸引力續篇》（2006 - 2011年）

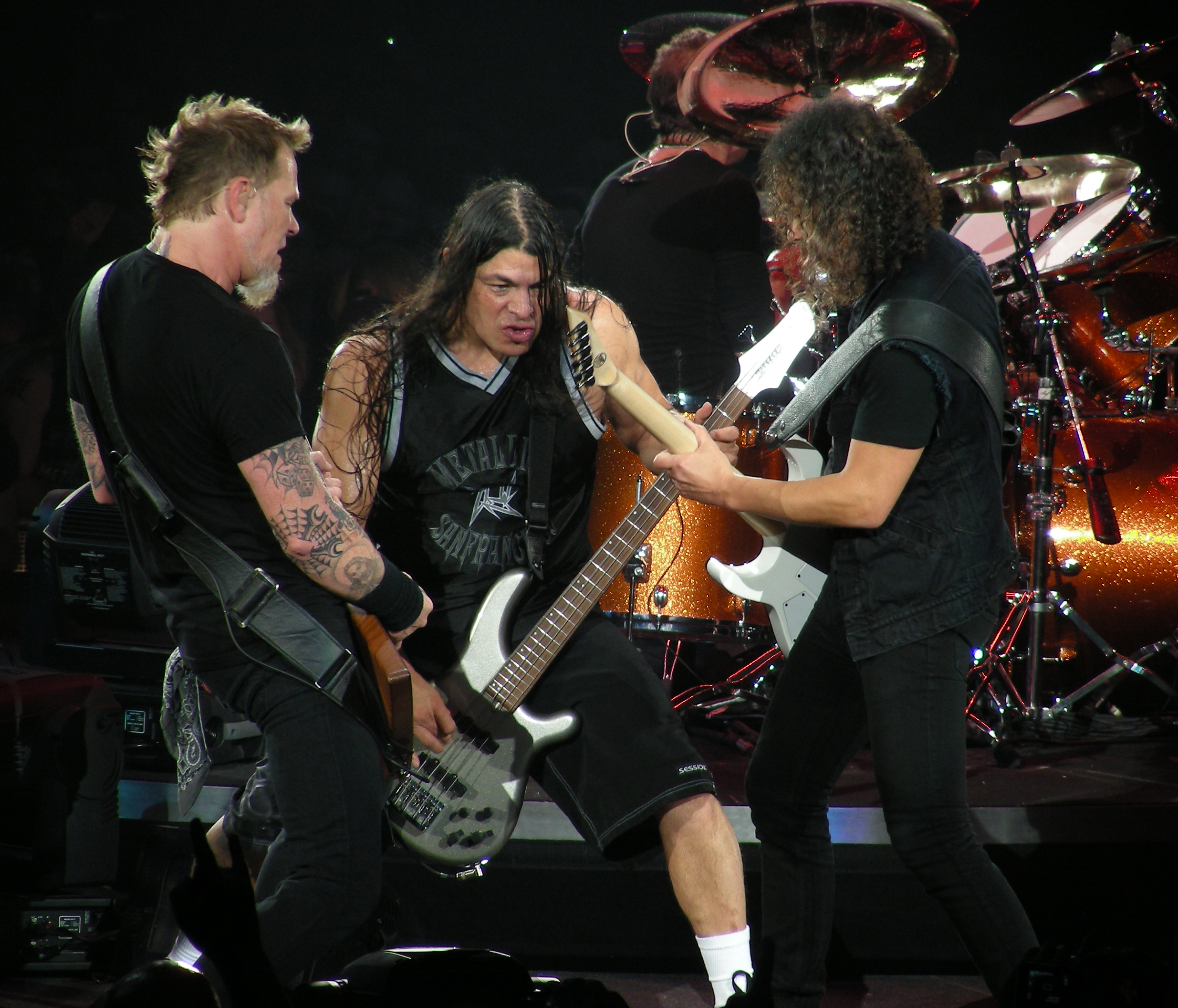
2009年的金屬製品

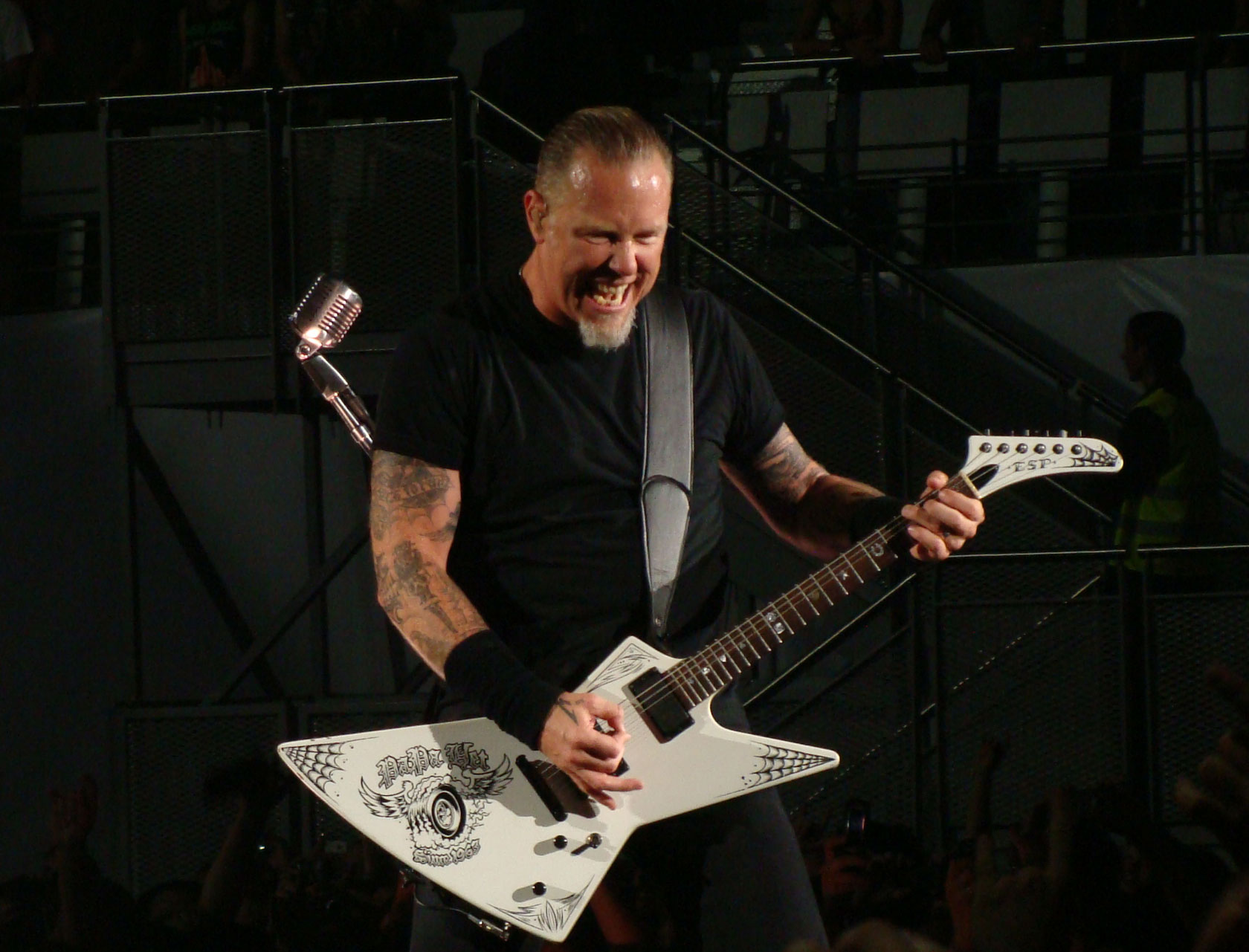
2009年的詹姆斯·海特菲爾德

2006年2月，製作人鮑勃在與金屬製品合作15年、一共四張專輯後離開了他們，樂團選擇改與瑞克·魯賓合作下一張專輯。瑞克是一位熟悉搖滾、流行、靈魂、嘻哈、鄉村和金屬各種音樂的製作人。他向來希望創作主權完全由樂團掌握，也認為創作者對音樂的愛非常重要，在製作上從不干涉也不爭論。成員讚揚他的製作風格，給予樂團自己的自由，並將壓力保持在最低限度。12月4日，樂團發行影像作品《1989–2004影音全集》，收錄他們自1989到2004年的所有音樂錄影帶。首週賣出兩萬八千張，登上告示牌影片榜第三名。之後樂團參予顏尼歐·莫利克奈的致敬專輯《我們都愛顏尼歐·莫利克奈 — 眾星致敬特輯》，他們翻唱了〈黄金的狂喜〉，它隨後獲得第50屆葛萊美獎「最佳搖滾器樂演奏獎」提名，不過最終敗給布魯斯·斯普林斯汀的〈狂沙十萬里〉。〈黄金的狂喜〉自1980年代起就一直是金屬製品現場的必備歌曲。
2007年初，共有三間錄音室用來錄製金屬製品的新專輯，包括樂團自建的HQ錄音室、聲音之城錄音室和香格里拉錄音室。3月5日，樂團將25首歌曲雛形縮小到14首。3月14日，樂團正式展開錄音製作。5月15日，拉爾斯證實，樂團錄製了11首歌曲，但因為物理上的限制，最終將會剃除一首歌。8月21日，金屬製品獲得Kerrang!音樂獎「靈感獎」。9月2日，在預定全球發布日期前兩週，法國一家唱片公司就開始銷售新專輯的拷貝，這使新專輯的歌曲提前在網路點對點軟體上流通。
2008年9月12日，發行第九張專輯《致命吸引力》，三天內即售出49萬張，它獲得2×白金唱片認證。金屬製品也成為美國歷史上第一支擁有連續五張冠軍專輯的樂團。它連續三週都在美國告示牌二百強專輯榜佔據冠軍位置，同時也在告示牌的硬式搖滾專輯榜、現代／另類搖滾專輯榜、搖滾專輯榜上連續五週都是冠軍，另外在綜合專輯榜、數位專輯榜、熱門網路專輯榜、熱門歐洲專輯榜、主流搖滾音樂榜和潮流專輯榜也都是冠軍。《致命吸引力》在美國以外的32個國家中排名第一，包括英國、加拿大、澳大利亞、紐西蘭、阿根廷、奧地利、比利時、克羅埃西亞、捷克、丹麥、芬蘭、德國、法國、希臘、愛爾蘭、義大利、墨西哥、挪威、波蘭、葡萄牙、瑞典與瑞士。該專輯拋棄上一張無吉他獨奏的風格，返回複雜、多層次的編排，類似第四張專輯《法律即正義？》的路線。
《致命吸引力》受到評論家和樂迷的讚許，認為樂團回到鞭擊金屬的原本樣貌。英國搖滾音樂雜誌《沉睡者》表示：「這是2003年《聖氣凌人》之後的巨大改進」。英國重金屬音樂雜誌《金屬之鎚》指出：「《致命吸引力》具有銳利的即興重覆段，讓樂團的音樂近似於超級殺手、齊柏林飛船和討伐體制樂團」。美國線上音樂資料庫AllMusic說：「終於，樂團聽起來又像是金屬製品了」。英國《衛報》寫道：「這張專輯是樂團在過去20年中寫過的最強作品」。夢劇場鼓手麥克·波諾說：「《致命吸引力》是這20年內最棒的金屬製品專輯。這是我從《法律即正義？》之後，就一直期待他們會做的音樂。歡迎回來！」。
2009年2月8日，樂團的歌曲〈我的末日〉獲得第51屆葛萊美獎「最佳金屬樂演奏獎」，「最佳唱片包裝獎」《致命吸引力》。4月4日，金屬製品獲選列入搖滾名人堂，拉爾斯邀請前任貝斯手傑森與樂團一同出席典禮，並演出歌曲。現任貝斯手羅伯特事先表示不想上台表演，只希望以樂迷身份參加儀式，想再次看到《法律即正義？》與《金屬製品》時期的陣容演奏。不過，在演出〈傀儡之王〉和〈睡魔入侵〉時，傑森與羅伯特同台彈奏了貝斯。逝世貝斯手克利夫·伯頓的名字也一同列入，他的父親雷·伯頓代表他接受了榮譽。雖然前成員戴夫·馬斯泰恩因未參與過錄音室專輯錄音而被排除在外，但金屬製品仍邀請他出席。然而戴夫以歐洲巡演為由婉拒，並恭賀說：「我為你們的功成名就感到非常驕傲！我將會繼續為你以及你們的家庭祈禱」。詹姆斯在領獎致詞時表示：
| “ | 我們想讓大家振奮一下，也許還能散播一些搖滾夢的種子。這些樂團的名字是：深紫、瘦李奇、匆促樂團、接吻樂團、泰德·紐根特、埃利斯·庫珀、鐵娘子、猶大祭司、摩托頭，我們多麼希望他們也能列入搖滾名人堂，我要向他們致上最誠摯的敬意，感謝他們帶來這麼多天才的音樂，讓我很早就明白了人生方向，音樂治癒了我，它是我的必需品」。他補充說：「感謝那些勇於跟我們分享人生的樂迷，還有他們永恆不變的支持。我要告訴年輕的音樂人，那些正在寫下一代音樂、表達激情的人們；還有那群完全相反、被困在自己既定形象、不敢誠實面對內心、不敢把夢做大的人們一句話，『做偉大的夢想，不畏懼失敗』。因為這才是活著的證明，只有這樣才有夢想成真的可能。 | ” |

在金屬製品表演完後，他們繼續與傑夫·貝克、吉米·佩奇、喬·佩里、羅尼·伍德及嗆辣紅椒貝斯手Flea同台，演奏了1951年的名曲〈翻滾列車〉。2009年8月3日，《致命吸引力》獲得Kerrang!音樂獎「最佳專輯獎」。10月30日，金屬製品參加在麥迪遜廣場花園舉行的搖滾名人堂25週年演唱會，並分別與奧茲·奧斯本、盧·里德和雷·戴維斯同台共演。「鞭擊金屬四巨頭」——麥加帝斯、金屬製品、炭疽和超級殺手，同意在2010年攜手合作，一同在歐洲音球音樂節上進行首次的聯合巡演。拉爾斯表示：「有誰會想到，25年之後四巨頭會聯手巡演。在過去這25年裡，我們不僅沒有沉寂，反而更受歡迎。不過四支樂團一起巡演，這還真的是第一次。每當我想起這次演出時，就不由自主的熱血沸騰」。從6月16日到27日，四巨頭先後在波蘭、瑞士、捷克、保加利亞、希臘、羅馬尼亞、土耳其進行了七場演出。當中在保加利亞的演出，不但透過衛星直播到多間電影院，也拍攝為影像作品《鞭金四大天王：史無前例經典現場》。美國線上音樂資料庫AllMusic表示：「每個樂手都難以置信的精力充沛，人群非常激情。所有四支樂團同台演出，是一次歷史性的高潮」。美國入口網站About.com也說：「這場音樂會是近代金屬史上的重要時刻，也是一次大事件，儘管他們都上了年紀，但演出內容仍舊非常偉大」。6月28日，美國唱片業協會將《致命吸引力》認證為2×白金唱片。

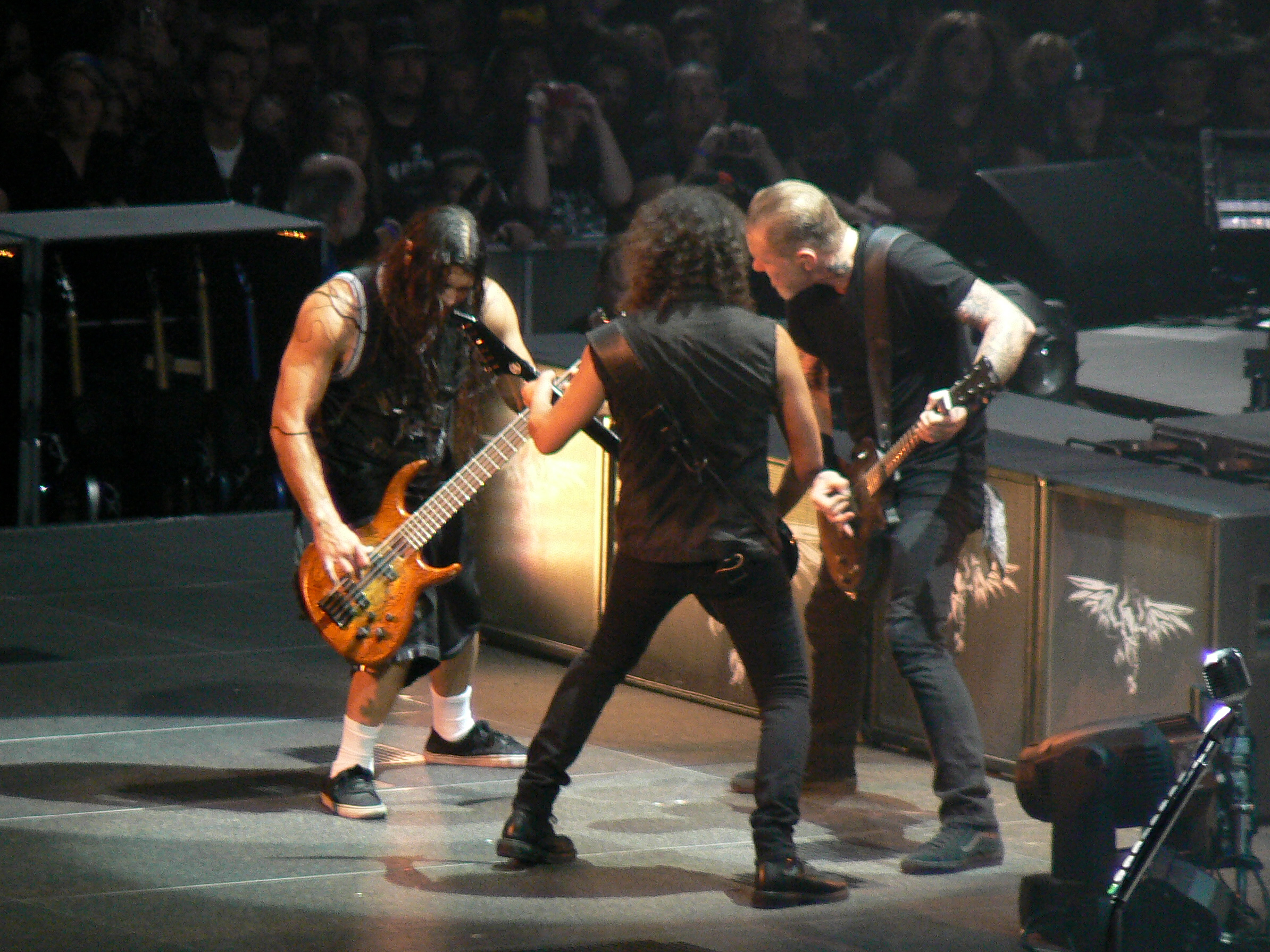
2009年，正在進行吸引世界之旅的金屬製品

2010年10月，樂團到錄音室開始創作新曲。11月21日，宣傳新專輯的吸引世界之旅在澳大利亞墨爾本結束，持續超過兩年，在五大洲表演了187個場次，總票房超過兩億美元，參加人數超過260萬。期間在澳大利亞發行了活動紀念限定版迷你專輯《六呎風雲》及《六呎風雲II》，內容是歷年在澳大利亞的現場實況。11月26日，發行現場專輯《葛萊米現場演唱會》，收錄金屬製品2008年6月參加波納羅音樂節之前，在納許維爾葛萊米唱片行的音源。2011年4月23日，「鞭擊金屬四巨頭」首次在美國聯合演出，地點位在加州帝國馬球俱樂部。7月2日至7月9日，「鞭擊金屬四巨頭」在德國、瑞典、義大利、英國、法國聯合演出。其中在奈柏華茲音球音樂節上，是四巨頭第一次在英國的演出。9月14日，「鞭擊金屬四巨頭」在美國紐約洋基體育場聯合演出。
2011年春天，金屬製品與原地下絲絨主唱兼吉他手盧·里德合作，錄製一張新專輯。結果錄音過程發生衝突，拉爾斯和盧·里德爭執後情緒失控，兩人曾在街上打起來。這張合作專輯於10月31日發行，名為《露露》。收錄的十首歌曲改編自德國劇作家法蘭克·韋德金德作品《大地之靈》與《潘多拉的盒子》。發行後收到褒貶不一的評價，音樂網站音樂衛星表示：「這帶來可怕的影響，很多人已經不想再給金屬製品機會了，真的很難猜到他們的下一步是什麼。至於里德，這對他沒有什麼實質影響」。重金屬搖滾新聞網站長舌網也說：「《露露》幾乎在每個層面都是災難性的失敗，這張作品可能對金屬製品的職業生涯造成不可挽回的損害」。英國音樂雜誌《新音樂快遞》則持正面看法，稱讚它是「一個驚人的成就，金屬製品巨大的野心是值得讚揚的，他們突破金屬樂機器的框架，也超越了許多人對他們的想像力」。美國評論雜誌《大西洋》的特約編輯詹姆斯·帕克寫道：「我不認為這專輯是垃圾，事實上我喜歡它」。盧·里德在2013年10月27日因肝臟移植手術併發症病逝，享壽71歲。2015年4月，盧·里德被追封列入搖滾名人堂，他的遺孀羅利·安德森透露，英國音樂家大衛·鮑伊曾說《露露》是偉大的作品。

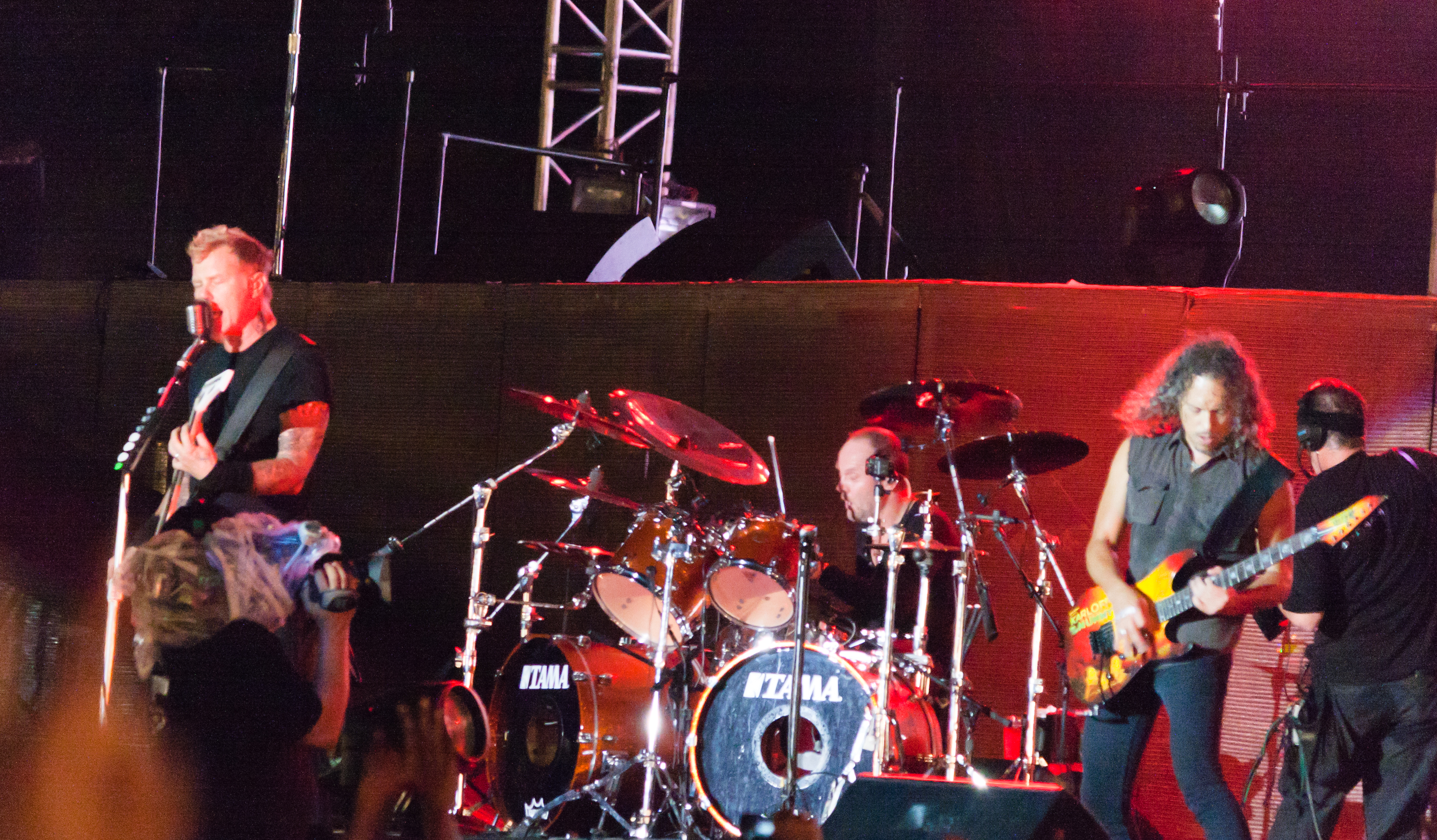
2011年在印度班加羅爾表演的金屬製品

2011年10月28日，金屬製品預計在古爾岡2011年印度大獎賽中的印度搖滾音樂節表演，是首次到印度演出。然而因為當地主辦單位嚴重的管理疏失，演唱會在開始前一刻臨時宣佈順延到29日，接著又決定取消。這導致兩萬五千多名已進場的觀眾撲空，部分怒氣難消的民眾開始破壞舞台、柵欄、液晶螢幕牆，以及活動相關設備。活動負責人則因詐欺罪名遭逮捕。10月30日，樂團在印度班加羅爾開唱，儘管下起暴雨，仍聚集五萬多名觀眾，鑒於前兩日的群眾暴動，警方在現場佈署了一千多名警力維持秩序。2011年12月初，為慶祝成軍30週年，樂團在舊金山費爾摩禮堂舉行了四場演出。僅限樂團的官方樂迷俱樂部會員可入場，門票只收取6美元（或四場票19.81美元）。除了演唱職業生涯的著名歌曲外，也邀請對樂團具有影響力、或提供過幫助的音樂人與前輩登台，包括創始成員洛依德·格蘭特、前任吉他手戴夫·馬斯泰恩、前任貝斯手傑森·紐斯特，以及葛倫·但澤、奧茲·奧斯本、傑瑞·坎特羅、金屬啟示錄，還有鑽石頭的成員與鑽石國王樂團，他們與金屬製品一起在舞台上共同演奏各種曲目。12月13日，在媒體播放平台iTunes上發行迷你專輯《致命吸引力續篇》的付費下載檔案，收錄《致命吸引力》遺留的四首未發行作品。

### 音樂電影《金屬樂隊：穿越永恆》・《鐵血硬漢》（2012年 - 2018年）

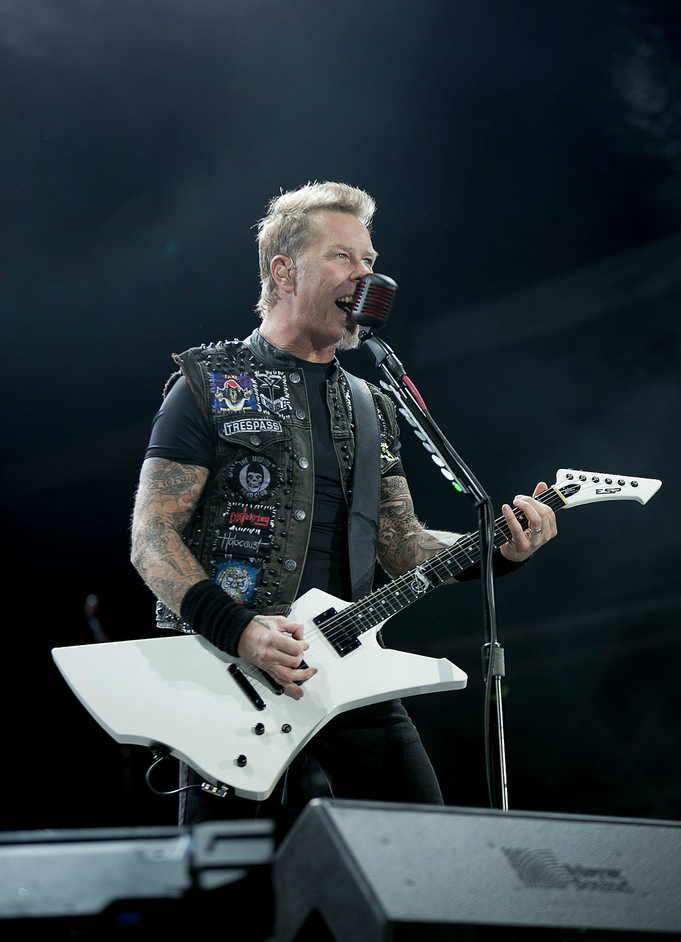
2012年的詹姆斯·海特菲爾德

2012年1月30日，發行迷你專輯《致命吸引力續篇》的實體光碟版。5月14日，發行迷你專輯《三十周年慶典》。6月9日，樂團登上英國下載音樂節主舞台，完整演奏第五張專輯《金屬製品》的收錄曲，作為發行21週年的紀念，拉爾斯說：「我們會演奏三首從未在舞台上出現的歌曲」。6月23日至24日，樂團在紐澤西大西洋城主辦了獵戶座音樂節，表演活動內有超過四十個樂團、馬拉松式賣力演唱，囊括鞭擊金屬、旋律死亡金屬、黑金屬、龐克搖滾、獨立搖滾、另類搖滾、英倫搖滾、南方搖滾、前衛搖滾、硬核龐克等音樂流派。現場除了四個舞台，還有金屬製品博物館、滑板特技表演區及改裝車展覽區。領軍的金屬製品兩天分別演出整張的《風馳電掣》和《金屬製品》。

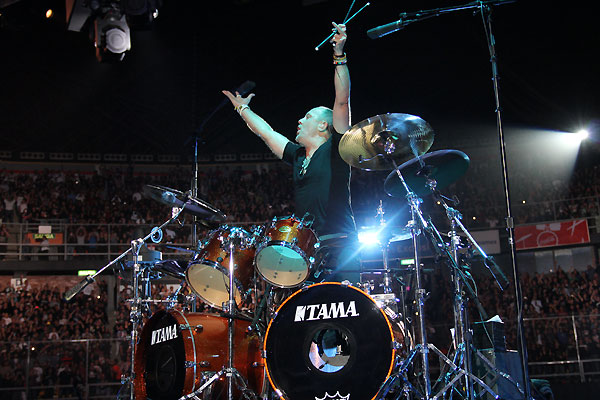
2012年的拉尔斯·乌尔里希

2012年11月30日，樂團離開了華納兄弟唱片公司，自行成立獨立唱片公司燻黑唱片，完全持有其歷年專輯和影像的版權。燻黑唱片將處理所有營銷和宣傳活動，而犀牛娛樂公司將在北美製造和發行金屬製品的未來的作品，環球音樂集團也獲得發行授權。詹姆斯表示：「感謝華納音樂集團的所有人，這28年來在北美地區的業務合作」。而拉爾斯說：「這是獨立的終極做法，百分之百擁有自己的樂團。我們要繼續創造自己的命運之路，不再請人當司機，而是親自駕駛。我們期待製作更多的音樂，並以我們獨特的方式呈現」。12月11日，發行影像作品《致命現場》，它收錄三年前在加拿大魁北克市百事可樂大劇場的演唱會實況，發行首週售出一萬四千張，登上告示牌音樂錄影帶排行榜第2名。
2013年1月8日，拉爾斯在接受英國搖滾雜誌《經典搖滾》採訪時說：「我們現在正在做新專輯，聽起來肯定像是《致命吸引力》的延續」。5月2日，樂團獲得左輪手槍金神獎「終身成就獎」，與猶大祭司的羅柏·哈爾福德同台共演。6月8日至9日，第二屆獵戶座音樂節在密歇根州底特律的貝爾島公園舉辦。兩天的活動至少吸引四萬人參加，樂團也演出了首張專輯《殺無赦》的所有曲目，作為發行30週年紀念。然而，主辦的金屬製品卻表示，兩屆辦下來讓他們賠了數百萬美元，可能不會再舉辦。9月9日，樂團的IMAX驚悚音樂電影《金屬樂隊：穿越永恆》在第38屆多倫多國際影展首映，該片的男主角是丹恩·德翰，飾演一名在金屬製品演唱會後台的道具組人員。9月13日，樂團獲得金屬之鎚金神獎「最佳現場樂團獎」。9月27日，適逢前任貝斯手克利夫逝世27週年，《金屬樂隊：穿越永恆》在全美的IMAX電影院上映。爛番茄網站給予該片78%的新鮮評級，並指出：「富有想像力的拍攝和剪輯，這是一部電光火石、身歷其境的演唱會電影，不過其他的虛構情節就稍微薄弱了」。《滾石》雜誌表示：「影片充分表達了搖滾樂的張力，劇情不太好理解，但不用費心，盡情享受演唱會就行了」。美國周報《村聲》稱讚：「這部電影是史上最具沉浸感的演唱會電影，非常引人入勝」。美國評論媒體網站IGN也說：「擁有幾個令人難以置信的現場表演，值得買票進場一看。金屬製品的樂迷就不用說了，而其他人也可以在這獨特的音樂會電影中享受驚人的視覺效果」。它入圍了第57屆葛萊美獎「最佳長篇音樂錄影帶獎」，並贏得國際立體與先進影像協會在電影紀錄片類別的「傑出成就獎」。

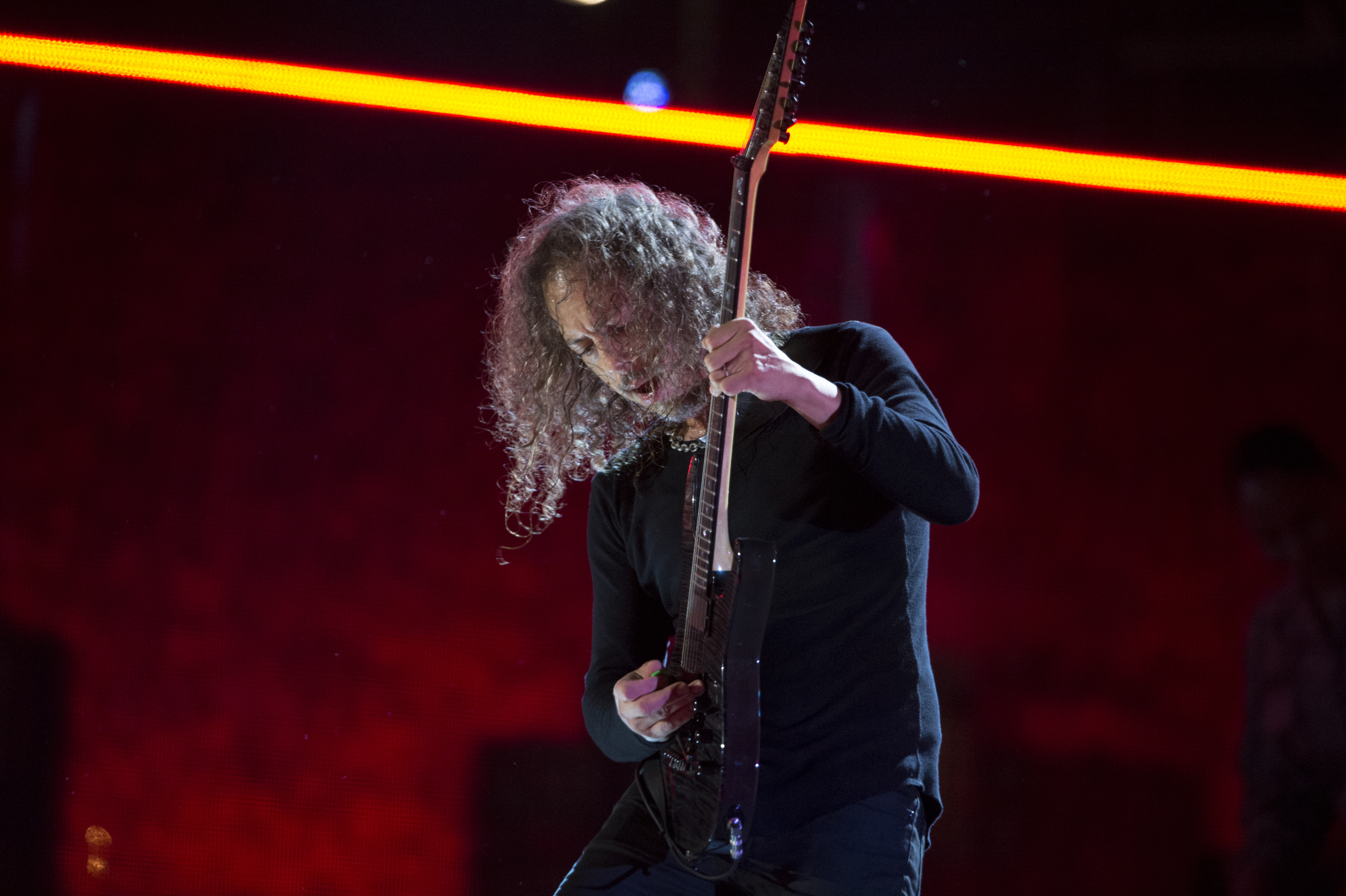
2014年的柯克·哈米特

12月8日，樂團在南極洲舉行凍死他們演唱會，表演了十首歌，成為歷史上唯一、在一年內完成世界七大洲演出的樂團，《金氏世界紀錄大全》於2014年9月3日將這項創舉列入《金氏世界紀錄六十周年精裝本》中。不過現場只有120人，包括來自世界各地的科學家、船員，以及由可口可樂贊助的得獎消費者。為了保護南極脆弱的環境，樂團沒有使用擴音器材，而是透過耳機以無線傳輸的方式讓觀眾聆聽。該表演節目還進行了現場直播和拍攝，供日後發行。2014年1月26日，金屬製品在第56屆葛萊美獎頒獎典禮上，與中國鋼琴家郎朗合奏了〈孤寂〉。5月28日至7月11日，為響應廣大樂迷的請求，金屬製品以金屬製品的回應為名，舉行歐洲巡迴演唱會。他們為這次巡演寫了新歌〈夏日之王〉。在赫爾辛基的演唱會上，也表演了1988年的〈理智邊緣〉。詹姆斯說：「這是一首特別的曲子，演奏者需要走到人群中才能真正發揮歌曲的精髓」，並鼓勵現場一位樂迷為歌曲開頭，樂團隨之演奏。6月28日，金屬製品在格拉斯頓伯里當代表演藝術節中領銜表演，希望能吸引新樂迷，拉爾斯說：「我們想爭取新的機會，因為你永遠不知道接下來會發生什麼」。11月8日，金屬製品在暴雪嘉年華閉幕式上進行現場演唱。11月11日，樂團受邀在美國退伍軍人節勇士音樂會上演出。
2015年1月21日，樂團與美國國家冰球聯盟隊伍聖荷西鯊魚合作，在聖荷西SAP中心舉行「金屬製品之夜」，活動包括樂團的問答交流、簽名和慈善拍賣。2月，柯克在丹麥哥本哈根的機場弄丟了他的手機，裡面儲存大約兩百五十多個他突然想到的吉他重覆段、獨奏和一些關於新專輯的想法，這些多年累積的創作全都不見了，而且他完全沒有備份手機資料。他說：「我習慣把所有靈感都錄在手機裡，因為靈感隨時都會出現。手機消失後，我沮喪了好幾天，整個人被徹底擊垮了。當其他成員有些構想可以一起玩點音樂時，我得從零開始。我到現在還在尋找它，我覺得它就只是掉在某個地方，而且有一天會出現，我也希望它出現。現在我盡可能把有印象的樂句寫下來，也只能這樣了」。5至8月間，金屬製品開始正式錄音，期間也偶爾參加一些活動。5月2日，樂團在美國電話電報球場舉辦了第三屆年度金屬製品之日。6月6日，詹姆斯和柯克出席在德州奧斯丁舉行的世界極限運動會，兩人以電吉他彈奏了美國國歌。6月14日，詹姆斯和柯克出席在加州奧克蘭甲骨文體育館舉行的2015年NBA總決賽第四場，兩人也以電吉他彈奏了美國國歌，同時這也是為了支持他們家鄉的金州勇士隊。6月底，樂團四名成員擔任義大利男裝奢華品牌布里歐尼的代言人。
8月1日，睽違十九年後，樂團參加在芝加哥格蘭特公園舉行的羅拉帕羅扎音樂節。10月28日，樂團推出了新的官方網站和新的樂迷俱樂部，包括最新消息、獨家商品、預售票、獨家演唱會、免費短片下載等優惠功能。拉爾斯在上面介紹了一些金屬製品在錄音室的新成果。2016年2月6日，樂團受邀在舊金山美國電話電報球場舉行的第五十屆超級盃前夜祭上，進行兩個半小時的盛大演唱會。3月17日，曾和金屬製品合作的製作人費林明·拉斯穆森在接受《滾石》雜誌採訪時表示：「我們重新混音了《法律即正義？》，我才發現裡面的貝斯有多驚人。傑森是個他媽的超讚貝斯手，我可能是世界上少數真的聽到他在《法律即正義？》表現的人，除了我之外就只有錄音助理工程師托比·萊特和傑森自己。我們聽到後，都被他的天分震攝住了。但是拉爾斯和詹姆斯還是希望貝斯能小聲點，這是事實」。他也回憶說：「當年錄製專輯時，就算我們都睡了，傑森還自己一個人在錄貝斯。我個人覺得，樂團沒有給予他應有的尊重和待遇」。
4月16日，金屬製品擔任世界唱片行日的年度宣傳大使，拉爾斯說：「我們樂團有一部分的DNA就是獨立唱片行，是他們造就我們這些音樂狂徒」。同時發行《殺無赦》與《風馳電掣》的精裝復刻盒組，以及一張在法國巴黎巴塔克蘭劇院錄製的現場專輯，全部所得款項捐贈給2015年11月巴黎襲擊事件的受害者。11月18日，發行第十張專輯《鐵血硬漢》，登上美國告示牌二百強專輯榜冠軍，首週賣出28萬2千張實體唱片、3萬4千張數位檔案。它是2016年美國最暢銷的重金屬音樂專輯，一個月內總計賣出51萬6千張。也是2016年德國最暢銷的冠軍專輯，首週銷量超過20萬張，獲德國聯邦音樂工業協會的白金唱片認證。而在澳大利亞唱片業協會榜也是冠軍，首週銷量超過2萬6千張。《鐵血硬漢》總計在57個國家的專輯排行榜奪得冠軍、75個國家排名前三、105個國家排名前五，一個月內在全世界賣出逾3百萬張。
《鐵血硬漢》獲得中上的評價，《滾石》與《流行話題》雜誌都將它列為「2016年度最佳金屬專輯」，美國重金屬搖滾雜誌《左輪手槍》將將它列為「2016年度最佳專輯」。美國線上音樂資料庫AllMusic表示：「金屬製品從《聖氣凌人》幾乎自爆之後，便展開漫長的尋根之旅。雖然《鐵血硬漢》不如他們在鼎盛時期那樣的兇猛炙熱，但仍找回了鞭擊金屬的音樂核心」。美國娛樂網站《影音俱樂部》說：「77分鐘無休止的鞭金，聽得很累。不過前三首歌曲很棒，是金屬製品自80年代後最好的歌曲」。美國《芝加哥論壇報》報導：「這不是樂團歷史上最糟的唱片，但也沒達到其最佳作品的水平。《鐵血硬漢》注定很快就會被人們遺忘，因為樂團的輝煌創作都成為過去了」。英國《衛報》則認為：「《鐵血硬漢》是金屬製品25年來最棒的專輯，它令人吃驚」。《流行話題》雜誌也稱讚：「樂團很明智，採用簡潔的歌曲，不走民謠和長段樂器演奏的路線。金屬製品再次找回音樂精神，並創造了一個能夠同時吸引新舊歌迷的專輯」。專輯中的〈一級謀殺〉是成員獻給2015年12月28日逝世的摩托頭主唱萊米，該曲名稱來自萊米生前最愛用的擴大機，而樂團也為這首歌製作了音樂錄影帶，以動畫風格來敘述萊米傳奇的音樂旅程。

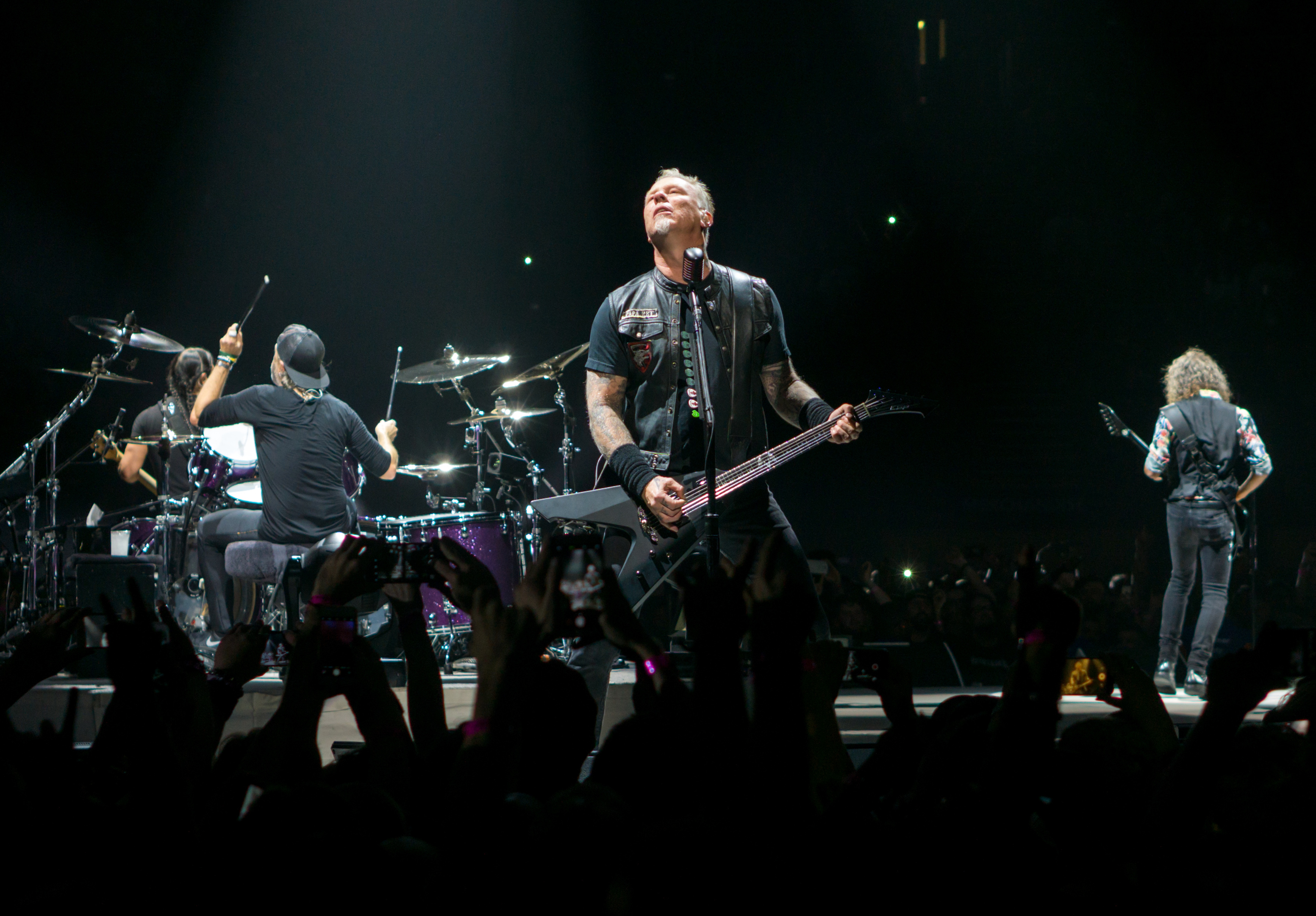
2017年的金屬樂隊

10月26日，金屬製品展開宣傳新專輯的世界連線之旅，分別由七級煉獄、BABYMETAL、郎朗、伊吉·帕普、憤怒空間擔任暖場嘉賓。2017年2月12日，在史坦波中心舉行的第59屆葛萊美獎頒獎典禮上，金屬製品與女神卡卡同台共演〈飛蛾撲火〉。然而在表演時，詹姆斯的麥克風導線沒有被工作人員正確插上，導致他被迫與女神卡卡共用一支麥克風演唱。曲畢他顯然非常不滿，狠踹麥克風架並將吉他往旁邊拋去。2月15日，金屬製品獲得新音樂快遞音樂獎「最佳國際樂團獎」。2月17日，拉爾斯受邀參加脫口秀節目《深夜秀》，他在提到葛萊美獎的演出狀況時透露：「這件事讓詹姆斯氣炸了！我已經有20年沒看過他這樣子了」。
2018年2月，金屬製品赢得2018年极地音乐奖。然后在8月，金屬製品与酿酒师Dave Pickerell合作推出了Blackened，这是一种混合威士忌，以1988年《法律即正義？》专辑的开场曲目命名。 从星期四（8月30日）开始，这些酒将在商店，餐馆和酒吧以及摇滚传奇美国秋季旅游的少数几个地方供应。 此外，每批瓶子都附带一个Spotify / Apple Music播放列表  。

## 音樂風格、創作變化與歌詞主題

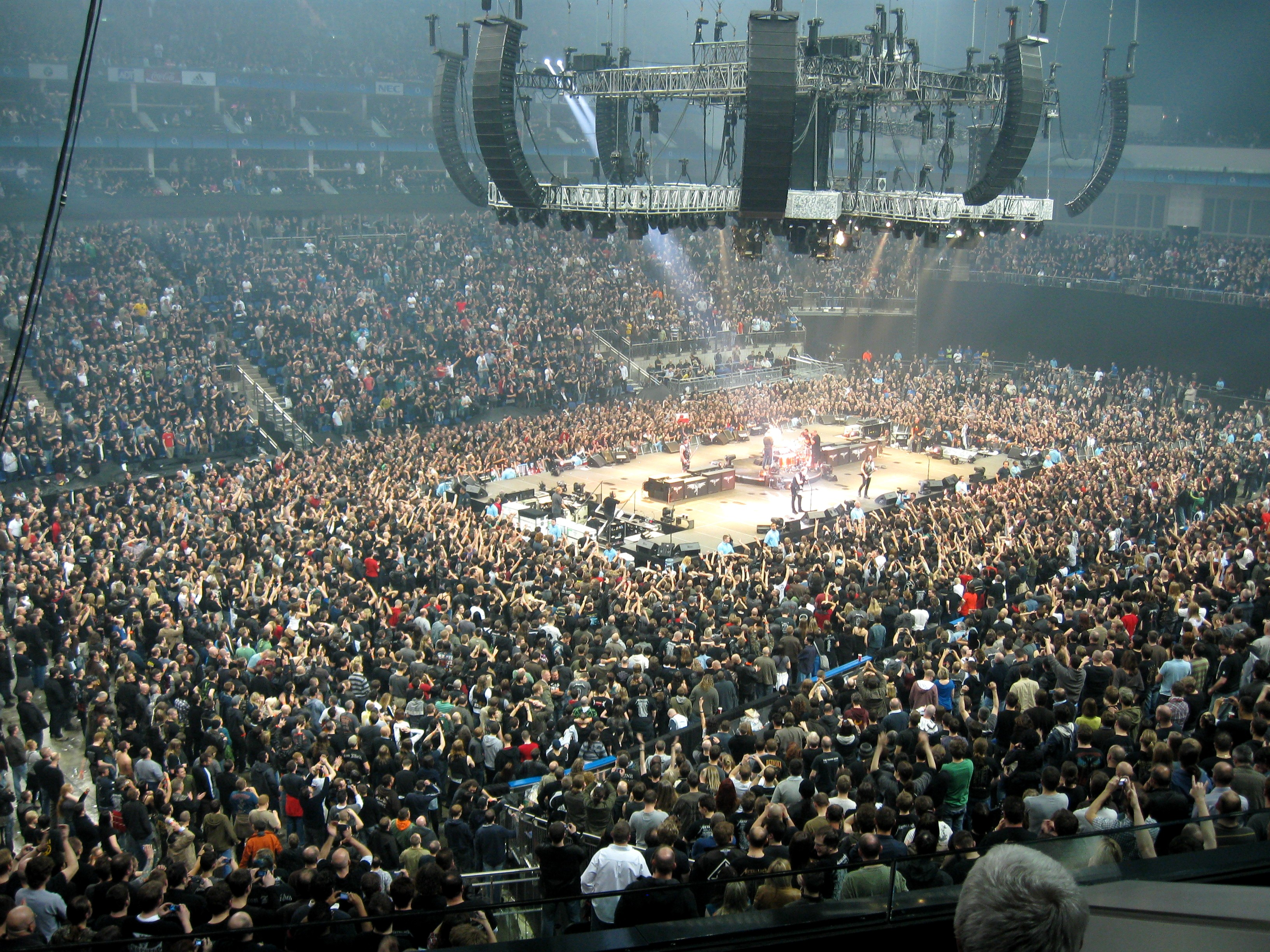
金屬製品現場演唱會的舞台經常設計為360度的環繞式舞台：觀眾席居高臨下圍繞著舞台，樂團在正中間底部表演。與一般樂團慣用偏重一方的高大舞台設計不同。此外，火焰特效也用得非常多。

金屬製品的音樂風格受到許多早期重金屬和硬式搖滾樂團的影響，如黑色安息日、深紫、齊柏林飛船、接吻樂團、皇后樂隊、泰德·紐根特、瘦李奇、藍牡蠣、AC/DC、匆促樂團、史密斯飛船、猶大祭司、摩托頭和天蠍。以及英國重金屬新浪潮樂團的影響，如毒液、撒克遜、鑽石頭、閃電戰與鐵娘子。另外也受到早期的龐克搖滾樂團影響，如雷蒙斯、性手槍、局外人。後龐克也影響了他們，如殺戮玩笑。
樂團早期的風格是極快速的節奏、和聲配置法和大段樂器演奏。美國線上音樂資料庫AllMusic的評論家史提夫·休伊表示：「首張專輯《殺無赦》的編曲內容較單調、較有龐克味，很類似摩托頭與英國重金屬新浪潮的做法。它具有純粹的破壞力，但沒有太多音樂變化（除了克利夫·伯頓的貝斯獨奏）」。「第二張專輯《風馳電掣》令人驚訝於樂團的成長，並影響重金屬未來幾年的新方向。它的特色是豐富的音樂想像力、前衛史詩氛圍、緊湊而簡潔的蠱戮感，鼓點、重覆段、吉他獨奏與編曲上都開始成熟，但龐克味仍然存在，歌詞則充斥著科幻與神話題材」。
史提夫·休伊繼續說：「金屬製品逐步擴大了其作曲技法和表現手法，並在第三張專輯《傀儡之王》取得巨大的飛躍，這是樂團的最佳作品。它加深了侵略感，呈現辛辣猛烈的吉他獨奏，歌詞也從神話走向寫實路線，焦點放在個人與社會負面問題的關注，並探索了宗教、軍事戰爭、憤怒、精神錯亂、怪物和毒品等主題。一些評論家認為它是史上最棒的重金屬專輯，即便不是，也名列前矛了」。「第四張專輯《法律即正義？》編曲模式依舊，歌詞以反政治、諷刺墮落的社會體制為主，這是金屬製品最複雜、最具野心的作品。然而傑森的貝斯聲被刻意抹滅，這對樂團來說是個恥辱。又平又冷的音調掩蓋了一些音樂細節，有些人認為這是一個稍有瑕疵的傑作」。「第五張專輯《金屬製品》開始簡化了編曲，音樂變得更富旋律、更加商業化，樂團也開始受到主流市場爆炸式的歡迎和擁戴，但也預告著他們在創造性上的衰落」。
AllMusic另一位評論家史蒂芬·托馬斯·艾爾維恩也持續發表評論說：「金屬製品在第六、第七張專輯《子彈上膛》和《重新裝彈》裡更加精簡他們的音樂，許多令人難以置信的快速吉他重覆段已經消失，只剩下令人失望的、加工過的金屬樂。音調比起以往更加傳統，類似南方搖滾與鄉村搖滾，使他們聽起來像70年代的體育場搖滾」。《滾石》雜誌的音樂學家羅伯特·帕爾默也認為，樂團在第五張專輯放棄了其招牌侵略性、高速節奏和強勁的音樂張力。這個音樂方向的劇烈改變，已證明在商業唱片市場上是成功的，金屬製品變得更受一般大眾歡迎，第五張專輯成為他們第一個登上美國排行榜冠軍的作品，此後每次發片都登上冠軍位置。
樂團接著注意到市場上音樂潮流的變化：90年代油漬搖滾興起、重金屬的唱片地位遭受重擊。他們便從《子彈上膛》起改變音樂方向，不再專注於重金屬，而是幾乎變成了另類搖滾。歌詞主題也遠離毒品、奇幻和社會問題，改為側重於個人的情緒，例如憤怒、失去和報復。許多樂迷和音樂評論家對他們的改革表達了高度不滿，包括成員剪去象徵自由意識的長髮、《子彈上膛》的封面藝術，並在以另類搖滾為主的羅拉帕羅扎音樂節擔任壓軸，使來自金屬界的責難更加劇烈。《滾石》雜誌的資深編輯大衛·弗里克讚同他們的做法，他說：「這一舉動使他們告別了充滿死胡同、思想狹隘、清教主義且沒有靈魂的鞭擊金屬圈子」，他並讚美《子彈上膛》是1996年最重的專輯。隨著1997年的續作《重新裝彈》發行，樂團加入藍調和早期硬式搖滾的元素，在歌曲結構中引入更多的節奏和和聲。
第八張專輯《聖氣凌人》是金屬製品在音樂上最劇烈的變化，吉他獨奏被排除在專輯之外，留下「原始和未經琢磨的聲響」。樂團的吉他第六弦降到C，其他弦都是降一個全音。拉爾斯的小鼓聲受到最重的批評，《紐約時報》說：「聽起來像垃圾桶裡的迴音」。這張專輯的歌詞與詹姆斯當時的藥物治療有關，包括魔鬼、禁毒、幽閉恐懼症、即將來臨的厄運和諷刺宗教虛偽等主題。到了第九張專輯《致命吸引力》的錄音時，新任製作人瑞克·魯賓建議樂團成員恢復吉他獨奏，採用標準的吉他定弦。因此這張專輯回到了鞭擊金屬核心，它是一張以電吉他即興重覆段為主軸的作品，擁有強烈的吉他獨奏和微妙的歌詞主題，例如自殺與救贖。在錄製第十張專輯《鐵血硬漢》的前夕，由於柯克遺失錄滿重覆段和樂句的手機，他的吉他獨奏也減少了。該專輯的基調也與上一張專輯相似，同時再結合一些早期專輯的元素。

## 開創性、影響力、成就與地位

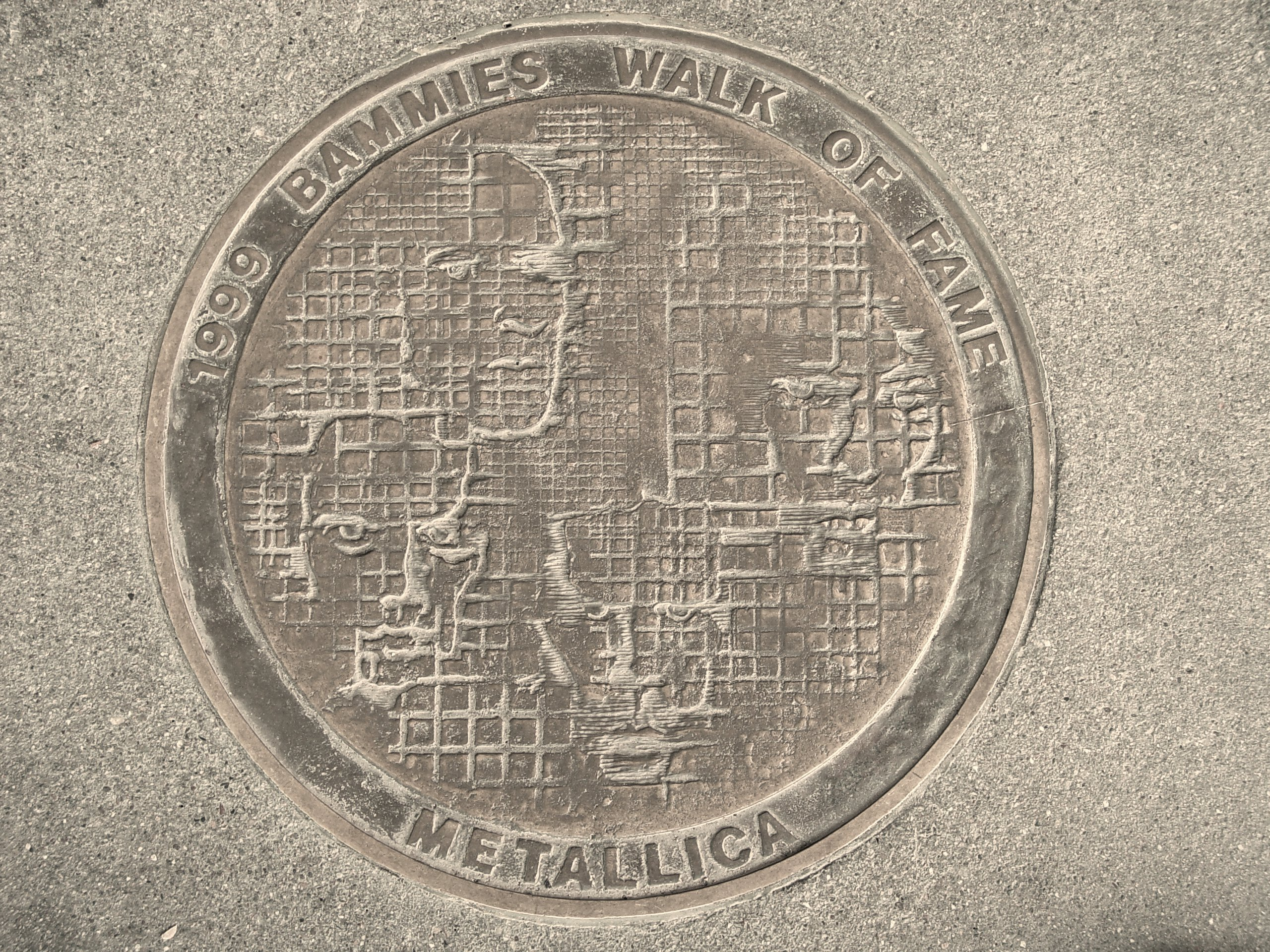
位於美國舊金山比爾·格雷厄姆市政禮堂星光大道上的金屬製品名人獎章

金屬製品已經成為歷史上最具影響力、最具商業價值的重金屬樂團之一，截至2016年共獲得九座葛萊美獎、兩座全美音樂獎、四座告示牌音樂獎、一座獨立精神獎、兩座MTV音樂錄影帶大獎、兩座VH1音樂獎、一座新音樂快遞音樂獎和五座Kerrang!音樂獎。他們將鞭擊金屬推上主流市場，改變了重金屬音樂的方向，也是公認「鞭擊金屬四巨頭」中的領導樂團（其餘三支樂團是麥加帝斯、超級殺手、炭疽）。該樂團在全世界銷售了超過1億2000萬張唱片，其中包括美國唱片業協會的6600萬張和美國尼爾森唱片市場調查系統5364萬2000張的認證，使他們成為全球音樂史上最暢銷的音樂家之一。《滾石雜誌搖滾樂百科全書》表示：「金屬製品替重金屬音樂打了一劑救命的強心針」。Allmusic的評論家史蒂芬·托馬斯·艾爾維恩也說：「金屬製品打破了鞭擊金屬的框架，運用快速和高音量的手法不是為了自己高興，而是為了增強他們錯綜複雜的音樂結構。他們是80年代最有影響力的重金屬樂團，負責將音樂帶回地球上」。
崆樂團的主唱喬納森·戴維斯表示金屬製品是他最喜歡也最敬重的樂團，他說：「我很欣賞他們以自己的方式做事，而且多年來都這麼堅持。他們到現在還在影響這個世界的每一天，我認為他們是有史以來最偉大的樂團之一」。老天發威樂團的鼓手肖隆·拉金表示金屬製品一直是對他們樂團最大的影響來源，他說：「他們真的改變了我的生活，當我16歲時，我從來沒有聽說過任何重金屬，是他們啟發了我的人生」。機械頭的主唱兼吉他手羅柏·費林表示，他們2006年在錄製專輯《黑工藝》時，便希望能做出像《傀儡之王》那樣的力量，他說：「《傀儡之王》具有巨大影響力、史詩般的輝煌光芒和持久的能量，那是一張永恆的專輯」。混種魔獸的吉他手科瑞·比尤利和馬特·哈菲透露，當年就是聽了金屬製品，才讓他們開始想學彈吉他。七級煉獄的主唱麥特·桑德斯表示能和金屬製品一起巡演、擔任他們的暖場團，是七級煉獄的職業生涯顛峰，他說：「能和金屬製品同台是一份莫大的榮耀，即便賣再多的專輯或辦多大的演唱會都沒有這個來得爽」。天神禁令的吉他手達克·克羅伊、達拉斯·克羅伊和貝斯手約翰·歐卡特表示，小時候都受到金屬製品的啟發，並且讚嘆克利夫·柏頓的搖滾才華。惡童樂團鼓手戴夫·奇方瑞表示，金屬製品早期的音樂是他聽過最重、最快、最原始、最叛逆的音樂。亞迪曼樂團的鼓手克里斯·寇斯也表示他們整個樂團都受到金屬製品的影響。其他曾表明創作靈感來自金屬製品的樂團還有聖約樂團、潘特拉、食人殭屍、白殭屍、再無信仰、愛麗絲囚徒、墮落體制、滑結樂團、盲音合唱團、夢劇場、命運警示、造物主、死神、神碑、惡靈天皇、林普巴茲提特、至死方休、上帝羔羊和主教樂團。
2009年4月4日，金屬製品獲選列名搖滾名人堂，他們在具備入選資格的第二年就獲得提名，並直接順利獲選。獲列名的成員包括詹姆斯·海特菲爾德、拉爾斯·烏爾里希、柯克·哈米特、羅伯特·特魯希略，以及兩位前任成員克利夫·伯頓和傑森·紐斯特。在此之前，詹姆斯與拉爾斯也曾在2006年黑色安息日入主名人堂時，在典禮上擔任引介人發表致詞。美國音樂頻道MTV將金屬製品評為有史以來「最偉大的金屬樂團」第三名，並表示：「他們早期的創作都是開創性的，影響了幾乎每一個接下來的金屬樂團」。美國有線電視頻道VH1也將他們列為「歷來最偉大的一百個音樂家」第42名、「百大優秀硬搖滾樂團」第五位，以及「最偉大的二十支金屬樂團」第一位。《滾石》雜誌將他們列為「歷來最偉大的一百個音樂家」第61名。《告示牌》雜誌將其專輯《傀儡之王》和《金屬製品》列入「滾石雜誌五百大專輯」名單中，分別位居第167和第252名。英國流行音樂雜誌《Q雜誌》將《傀儡之王》列入「歷來最重要的五十張專輯」之一。美國評論媒體網站IGN也將《傀儡之王》評為「最偉大的二十五張重金屬專輯」第一位，該專輯也在加拿大音樂雜誌《金屬規則》的「百大重金屬專輯」排名第一位。單曲〈睡魔入侵〉在《滾石》雜誌「五百首史上最偉大的歌曲」中排在第399位。
2006年4月8日，英國著名金屬雜誌《Kerrang!》發行了一張致敬專輯《向傀儡之王致敬！》，以慶祝《傀儡之王》發行滿二十週年。參與翻唱錄製的樂團包括機械頭、致命情人、火怪樂團、大隻佬樂團、君子一言和混種魔獸，他們都受到金屬製品的影響。另外，至少有15個向金屬製品致敬的翻唱專輯已經在市面上發行。例如芬蘭大提琴金屬樂團金屬啟示錄的首張專輯《金屬製品大提琴》，內容全為金屬製品歌曲的翻奏。2006年9月10日，美國成人動畫情景喜劇《辛普森家庭》第十八季首集中，加入金屬製品成員的客串角色。詹姆斯和柯克的聲音也出現在美國動畫電視節目《金屬啓示錄》其中三集。2005年，一支名叫披頭製品的致敬樂團，因為使用金屬製品和披頭四樂團的音樂而面臨法律困境。因索尼/聯合電視音樂出版公司擁有披頭四樂團的大部分版權，他們發出停終命令，聲稱受到「實質和不可挽回的傷害」，向該致敬樂團索取損害賠償。而他們的樂迷之一就是金屬製品的領導者拉爾斯·烏爾里希，他委託金屬製品的律師協助披頭製品解決了該項法律問題，與索尼達成協議。
1999年3月7日，金屬製品列名舊金山名人堂。舊金山第41任市長威利·布朗宣布該日是官方的「金屬製品節」。2011年12月9日，舊金山第43任市長李孟賢宣布該日是官方的「金屬製品節」，作為樂團三十週年紀念節的一部分，市政府官網上寫著：「金屬製品在一座城市裡有兩天屬於他們的節日！」。2003年5月3日，樂團獲MTV頻道頒發「MTV輝煌巨星」獎，並為他們在好萊塢環球影城舉行一場音樂會，由多位藝人及樂團翻唱改編金屬製品的歌曲，包括魔數41演唱〈喪鐘為誰而鳴注〉、〈睡魔入侵〉與〈傀儡之王〉，史丹樂團演唱〈無關緊要〉、創作歌手艾薇兒·拉維尼演唱〈燃料〉、饒舌歌手史努比狗狗演唱〈悲哀至極〉、崆樂團表演〈孤寂〉、林普巴茲提特表演〈歡迎回到瘋人院〉。四名美國海軍陸戰隊的軍士長也到場發表感謝之意。金屬製品最後表演了〈點燃火光〉、〈睡魔入侵〉、〈黑暗〉、〈死亡蔓延〉、〈炮兵〉和〈驚狂〉的組曲。
美國電玩音樂遊戲《吉他英雄》系列中，收錄了多首金屬製品的歌曲。〈孤寂〉收錄在《吉他英雄3：搖滾傳奇》中，遊戲內也可購買下載第九張專輯《致命吸引力》的內容。〈陷入冰封〉收錄在《吉他英雄：世界巡迴》中。2009年，樂團與遊戲開發商共同製作了《吉他英雄：金屬製品》，內有49首樂團的歌曲，並新增「專家+」級難度，讓玩家配置第二個低音大鼓踏板來匹配拉爾斯的擊鼓風格。樂團成員也為遊戲提供動態捕捉，場景也是基於歷年專輯封面製作的。另一款電玩音樂遊戲《搖滾樂團》系列也收錄了多首金屬製品的歌曲，包括〈風馳電掣〉、〈炮兵〉、〈燻黑〉、〈法律即正義？〉和〈睡魔入侵〉，樂團並授權玩家於2013年之前可在遊戲內下載聆聽。

## 軼事

### 金屬製品的第一次演出
1982年3月14日，金屬製品在美國加州西南部城市安那翰無線電城俱樂部進行首次現場演出，陣容是主唱詹姆斯、貝斯手榮恩、吉他手戴夫和鼓手拉爾斯。當天詹姆斯只有唱歌，沒有彈奏吉他。他回憶說：「有很多人在那裡，大概有兩百人，我們在學校認識的人都來了，還有拉爾斯、榮恩、戴夫的朋友。我真的很緊張，沒背著吉他感覺很怪，然後我們表演第一首歌的時候，戴夫就把吉他弦彈斷了，不得不停止表演十分鐘。那一刻超漫長，我站在那裡真的很尷尬」。拉爾斯說：「有九成的觀眾都是戴夫的朋友，他的生活圈超大，詹姆斯和我完全是社會邊緣人，我們沒幾個朋友，只有對方。我們表演的第一首歌是〈點燃火光〉，再來是〈縱身火海〉，然後就翻唱英國重金屬新浪潮的歌，像鑽石頭、閃電戰和一些其他的團」。1986年4月，無線電城俱樂部因為被檢舉太多次噪音違規，被安那翰市議會撤銷營業許可證。

### 〈隱入黑暗〉的靈感由來
1984年1月14日，金屬製品正在準備第一次歐洲巡演的時候，所有的器材在波士頓被竊盜，包括詹姆斯一個特殊的馬歇爾音箱，這是他擁有的第一個擴大器，也是他的母親在過世前資助他買的，所以具有紀念意義。於是他們尋遍各地，但一直找不到能發出類似聲音的音箱，只能先使用替代器材。那段時間詹姆斯便將想自殺的痛苦感覺寫成歌，也就是後來的名曲〈隱入黑暗〉。2017年，在美國音樂雜誌《吉他世界》的讀者票選中，此曲獲得「一百個最偉大的吉他獨奏」第24名的位置。

### 關塔那摩灣拘押中心囚犯事件

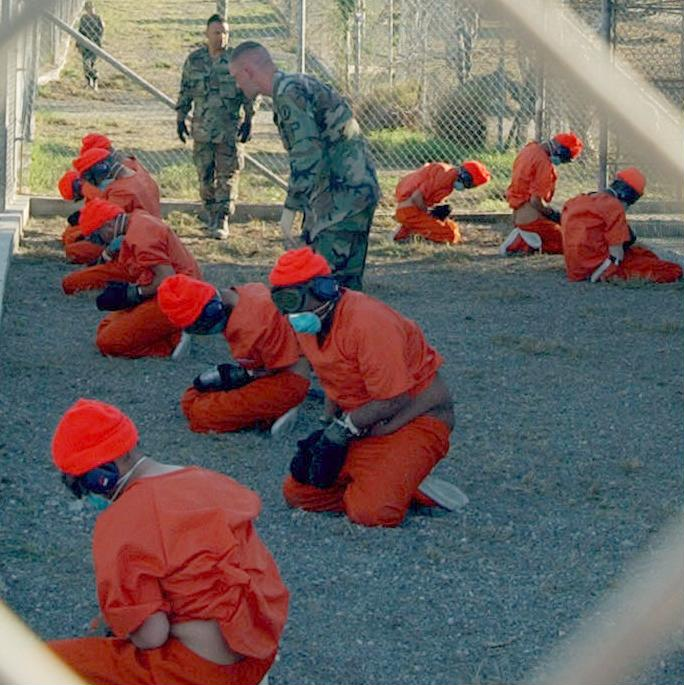
關塔那摩灣拘留營內一景

在美軍的軍事監獄關塔那摩灣拘押中心裡，金屬製品的音樂曾被美國中央情報局用來折磨囚犯。美國審訊人員在那邊以驚人的音量播放〈睡魔入侵〉，這首歌一播就是好幾十個小時，進行心理上的疲勞轟炸。一名伊拉克囚犯說，這種心理折磨手法在監獄裡被暱稱為「迪斯可」。詹姆斯聽聞這件事情之後說：「我感到非常驕傲，因為他們選擇了我們樂團。我們的音樂充滿了力量，它代表了政府不喜歡的東西，可能是自由、積極。或許是言論自由。我沒法拒絕他們用，但也不鼓勵，這談不上什麼對錯」。美國心理戰長官告訴媒體：「這些人都沒聽過重金屬，所以他們會覺得無法承受。如果連放24小時，犯人的生理和心理功能都會鬆懈，思考能力降低，最後意志力就崩潰了，這時候我們就會進去和他聊聊」。其他經常被挑選來折磨囚犯的還有殺神狂徒的〈去你的上帝〉（Fuck Your God）、皇后樂隊的〈我們是冠軍〉、小博士邦尼的〈我愛你〉（I Love You）、范海倫的〈巴拿馬〉、斃命水池的〈屍體〉、嗆辣紅椒的〈折磨我〉（Torture Me），另外兒童電視節目《芝麻街》的音樂、R.E.M.、珍珠果醬樂團、AC/DC、九寸釘樂團、阿姆、大衛·格雷、布魯斯·史普林斯汀的作品偶爾也被拿來播放。
美國海軍三棲特戰隊隊員在採訪中提到，部隊會在審問恐怖分子嫌疑人時，播放重金屬音樂來擊潰他們的心理防線，一開始在伊拉克使用的就是金屬製品的音樂。美國心理操作退伍軍人協會副會長瑞克·赫夫曼表示：「這樣的策略對囚犯沒有長遠影響」。國際特赦組織則說：「如果有長期的睡眠剝奪情形，這種戰術可能構成酷刑，美軍也可能違反日內瓦公約」。英國國防部則表示：「所有關押的囚犯都符合日內瓦公約的條款，並且紅十字國際委員會常會派員探訪，監獄也開放給人權觀察員、律師和記者參觀」。美國反恐及政治電視劇《反恐危機》第一季第五集中，也有在審訊嫌犯時用死亡金屬音樂摧殘其意志的橋段。拉爾斯則在晚間節目《瑞秋·梅道秀》上說：「我們沒有支持或抵制軍方將我們的音樂用於折磨犯人上。如果有人真的想用音樂來審問囚犯，聲音比我們更極端的樂團多的是。我可以提供三十幾支挪威死亡金屬樂團的名字，相形之下，金屬製品聽起來就像保羅·賽門或亞特·葛芬柯那樣輕柔無比」。金屬製品的樂團官方網站也貼出聲明：「最近有很多謠傳，說我們要求軍方不要用我們的音樂審訊犯人。我們從來沒有在這個問題上對軍方發表評論，任何以其他方式作出的聲明都是不正確的」。

### 柯克與戴夫的心結
1983年4月1日，拉爾斯打電話給柯克，請他到紐約取代戴夫的位置。他一開始以為是愚人節的惡作劇，不過他還是搭飛機過去了。2016年，柯克向媒體表示，說他理解戴夫對於被金屬製品開除的沮喪：「我一直對他展現出很多同情，我想他只是生氣罷了。這就像生命中的女人突然離開你一樣難受。我的意思是，真的——當你的樂團把你踢出去...我從來沒有被人踢出去過，但我可以想像這是一種可怕的經驗，尤其它如果是一個你真正熱愛的樂團。所以我可以理解戴夫這麼多年裡的困境」。柯克也補充：「我認為，戴夫與我們的關係現在有好一點了。我想這整件事情是個傷疤，只是需要經過一些療癒」。之後，戴夫做出回應，表示他讚賞柯克講的話：「他說的沒錯，我非常尊重柯克，我很感激他這一點，也祝福他一切都好」。

## 成員列表
| - 詹姆斯·海特菲爾德 – 主唱、節奏吉他（1981年 - 至今） - 拉爾斯·烏爾里希 – 鼓、打擊樂器（1981年 - 至今） - 柯克·哈米特 – 主奏吉他、和聲（1983年 - 至今） - 羅伯特·特魯希略 – 貝斯、和聲（2003年 - 至今） - 洛依德·格蘭特 – 主奏吉他（1981年） - 榮恩·麥克福尼 – 貝斯、和聲（1982年） - 戴夫·馬斯泰恩 – 主奏吉他、和聲（1982 - 1983年） - 克利夫·伯頓 – 貝斯、和聲（1982 - 1986年，1986年去世） - 傑森·紐斯特 – 貝斯、和聲（1986 - 2001年） | - 約翰·馬歇爾 – 節奏吉他（1986年，1992年） - 鮑勃·洛克 – 貝斯、和聲（2001 - 2003年） |

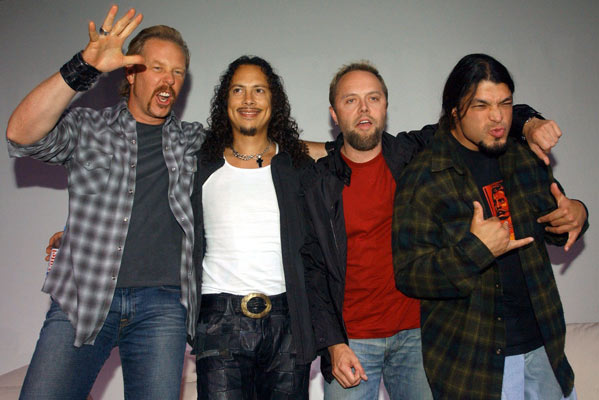
四位現任成員在2003年的合照，由左至右是詹姆斯、柯克、拉爾斯、羅伯特

## 作品
更詳細的列表請參見主條目：金屬製品唱片列表以及金屬製品錄製歌曲列表
| - 殺無赦（Kill 'Em All）（1983年7月25日） - 風馳電掣（Ride the Lightning）（1984年7月27日） - 傀儡之王（Master of Puppets）（1986年3月3日） - 法律即正義？（...And Justice for All）（1988年8月25日） - 金屬製品（Metallica）（黑色專輯）（1991年8月12日） - 子彈上膛（Load）（1996年6月4日） - 重新裝彈（Reload）（1997年11月18日） - 聖氣凌人（St. Anger）（2003年6月5日） - 致命吸引力（Death Magnetic）（2008年9月12日） - 鐵血硬漢（2016年11月18日） - 72季（2023年4月14日） - 狂暴肅清（1993年11月23日） - 交響與金屬（1999年11月23日） - 自豪、激情與輝煌：墨西哥城三夜演唱會（2009年11月30日） - 鞭金四大天王：史無前例經典現場（2010年11月2日） - 交響與金屬2（2020年8月28日） - 車庫事業（1998年11月24日） - 露露（2011年11月1日） - 金屬樂隊：穿越永恆（2013年9月24日） - 5.98元：重返車庫歲月（1987年8月21日） - 六呎風雲（2010年9月20日） - 六呎風雲II（2010年11月12日） - 葛萊米現場演唱會（2010年11月26日） - 致命吸引力續篇（2011年12月13日） - 好與壞演唱會現場（1990年5月7日） - 限量版套裝盒組（2004年11月23日） - 金屬製品珍藏系列（2009年4月14日） | - 克利夫的一切（1987年11月28日） - 二合一（1989年6月20日） - 金屬製品的一年半人生（1992年11月17日） - 狡猾特技（1998年12月8日） - 交響與金屬（1999年11月23日） - 1989–2004影音全集（2006年12月5日） - 法國之夜（2009年11月23日） - 自豪、激情與輝煌：墨西哥城三夜演唱會（2009年11月30日） - 鞭金四大天王：史無前例經典現場（2010年11月1日） - 致命現場（2012年12月11日） 參見主條目：金屬製品試聽帶列表 - 威士忌試奏帶（1982年3月27日） - '82年榮恩·麥克福尼的車庫試聽帶（1982年3月27日） - 力量金屬試聽帶（1982年4月） - 皮衣人生（1982年7月6日） - 金屬面前請下跪（1982年11月29日） - 百萬大軍試聽帶（1983年3月16日） - 風馳電掣試聽帶（1983年10月24日） - 傀儡之王試聽帶（1985年7月14日） - 法律非正義試聽帶（1987年） - 金屬製品試聽帶（1990年8月13日） - 填彈試聽帶（1994年） - 吸引力試聽帶（2007年1月） - 經典唱片：金屬製品之「黑色專輯」（2001年6月11日） - 異種怪獸（2004年1月24日） - 金屬樂隊：穿越永恆（2013年9月27日） - 吉他英雄：金屬製品（2009年3月29日） |

## 外部連結
- 官方网站
- 金屬製品的Facebook專頁
- 金屬製品的X（前Twitter）
- 金屬製品的Instagram帳戶
- 金屬製品官方Youtube頻道 （页面存档备份，存于）
- 中的“金属乐队”
- 金属乐队的Discogs页面 （英文）
- 金属乐队在MusicBrainz上的頁面（英文）